# Magyarország az Eurovíziós Dalfesztiválokon
Magyarország 1994 és 2019 között összesen tizenhét alkalommal (ebből tizennégyszer a döntőben) vett részt az Eurovíziós Dalfesztiválokon, továbbá kétszer a selejtezőkön (1993-ban és 1996-ban).
Az ország számára a debütálás éve mindmáig a legsikeresebb részvételnek számít, ugyanis 1994-ben Bayer Friderika a negyedik helyezést érte el. Összesen öt alkalommal sikerült a legjobb tíz között végezniük a magyaroknak: Kállay-Saunders András 2014-ben ötödik, Pápai Joci 2017-ben nyolcadik, Rúzsa Magdi 2007-ben kilencedik, míg ByeAlex 2013-ban tizedik lett. A 2004-ben bevezetett elődöntős rendszerben a magyar versenyzők tízszer jutottak tovább a döntőbe, míg háromszor ez nem sikerült. A legrosszabb eredményt 2008-ban Csézy érte el, aki az elődöntő utolsó helyén végzett.
Az Eurovíziós Dalfesztivált az országban 2014-ig a Magyar Televízió közvetítette, majd 2015 és 2019 között a Duna Média Duna csatornáján volt látható. A dalfesztiválon való indulás alapfeltétele, hogy a televíziótársaság tagja legyen az Európai Műsorsugárzók Uniójának. A Magyar Televízió 1993-ban vált a szervezet tagjává, és 1994-ben tudott csatlakozni a versenyhez. A Duna Televízió 2010-ben közvetítette a versenyt és 2015 óta az egységes közmédia új főadójaként a Duna csatorna vette át ezt a feladatot az M1-től. Az MTVA a 2020-as Eurovíziós Dalfesztiváltól nem delegált versenyzőt a megmérettetésre. Az utolsó versenyző Pápai Joci volt a 2019-es Eurovíziós Dalfesztiválon, aki – az ország történetében harmadik alkalommal – az elődöntőből nem jutott tovább a verseny döntőjébe.

## Résztvevők
| 1. | Első helyezett                        |
| 2. | Második helyezett                     |
| 3. | Harmadik helyezett                    |
|    | Utolsó helyezett                      |
|    | Kiválasztották, de nem vehetett részt |
|    | Nem jutott be a döntőbe               |

| Év   | Előadó                 | Dal (Szerzők)                                                                           | Magyar fordítás      | Eredmény                       | Eredmény                       | Eredmény          | Eredmény          |
| Év   | Előadó                 | Dal (Szerzők)                                                                           | Magyar fordítás      | Döntő                          | Pontszám                       | Elődöntő          | Pontszám          |
| ---- | ---------------------- | --------------------------------------------------------------------------------------- | -------------------- | ------------------------------ | ------------------------------ | ----------------- | ----------------- |
| 1993 | Szulák Andrea          | Árva reggel (Hatvani Emese, Pásztor László, Jakab György)                               | —                    | Nem jutott ki a dalfesztiválra | Nem jutott ki a dalfesztiválra | Nem volt elődöntő | Nem volt elődöntő |
| 1994 | Friderika              | Kinek mondjam el vétkeimet? (Jenei Szilveszter)                                         | —                    | 4.                             | 122                            | Nem volt elődöntő | Nem volt elődöntő |
| 1995 | Szigeti Csaba          | Új név egy régi ház falán (Balázs Fecó, Horváth Attila)                                 | —                    | 22.                            | 3                              | Nem volt elődöntő | Nem volt elődöntő |
| 1996 | Delhusa Gjon           | Fortuna (Delhusa Gjon)                                                                  | —                    | Nem jutott ki a dalfesztiválra | Nem jutott ki a dalfesztiválra | Nem volt elődöntő | Nem volt elődöntő |
| 1997 | V.I.P.                 | Miért kell, hogy elmenj? (Rakonczai Viktor, Bokor Fekete Krisztina)                     | —                    | 12.                            | 39                             | Nem volt elődöntő | Nem volt elődöntő |
| 1998 | Charlie                | A holnap már nem lesz szomorú (Lerch István, Horváth Attila)                            | —                    | 23.                            | 4                              | Nem volt elődöntő | Nem volt elődöntő |
|      |                        |                                                                                         |                      |                                |                                |                   |                   |
| 2005 | NOX                    | Forogj, világ! (Harmath Szabolcs, Valla Attila)                                         | —                    | 12.                            | 97                             | 5.                | 167               |
|      |                        |                                                                                         |                      |                                |                                |                   |                   |
| 2007 | Rúzsa Magdi            | Unsubstantial Blues (Rúzsa Magdi, Mózsik Imre)                                          | Lényegtelen blues    | 9.                             | 128                            | 2.                | 224               |
| 2008 | Csézy                  | Candlelight (Rakonczai Viktor, Mózsik Imre, Jánosi)                                     | Gyertyaláng          | Nem jutott be a döntőbe        | Nem jutott be a döntőbe        | 19.               | 6                 |
| 2009 | Ádok Zoli              | Dance with Me (Szabó Zé, Kasai Jnofinn)                                                 | Táncolj velem        | Nem jutott be a döntőbe        | Nem jutott be a döntőbe        | 15.               | 16                |
|      |                        |                                                                                         |                      |                                |                                |                   |                   |
| 2011 | Wolf Kati              | What About My Dreams? (Rakonczai Viktor, Rácz Gergő, Johnny K. Palmer, Geszti Péter)    | Mi van az álmaimmal? | 22.                            | 53                             | 7.                | 72                |
| 2012 | Compact Disco          | Sound of Our Hearts (Pál Gábor, Sándor Attila, Walkó Csaba, Lotfi Begi)                 | Szíveink dallama     | 24.                            | 19                             | 10.               | 52                |
| 2013 | ByeAlex                | Kedvesem (Zoohacker Remix) (Márta Alex, Palásti Kovács Zoltán Zoohacker)                | —                    | 10.                            | 84                             | 8.                | 66                |
| 2014 | Kállay-Saunders András | Running (Kállay-Saunders András, Szakos Krisztián)                                      | Rohanás              | 5.                             | 143                            | 3.                | 127               |
| 2015 | Boggie                 | Wars for Nothing (Sebestyén Áron, Csemer Boglárka, Bori Sára Hélène)                    | Háborúk a semmiért   | 20.                            | 19                             | 8.                | 67                |
| 2016 | Freddie                | Pioneer (Szabó Zé, Csarnai Borbála)                                                     | Úttörő               | 19.                            | 108                            | 4.                | 197               |
| 2017 | Pápai Joci             | Origo (Pápai Joci)                                                                      | Eredet               | 8.                             | 200                            | 2.                | 231               |
| 2018 | AWS                    | Viszlát nyár (Kökényes Dániel, Brucker Bence, Veress Áron, Schiszler Soma, Siklósi Örs) | —                    | 21.                            | 93                             | 10.               | 111               |
| 2019 | Pápai Joci             | Az én apám (Pápai Joci, Molnár Ferenc Caramel)                                          | —                    | Nem jutott be a döntőbe        | Nem jutott be a döntőbe        | 12.               | 97                |
|      |                        |                                                                                         |                      |                                |                                |                   |                   |

## Történet
1979-ben az Eurovíziós Dalfesztiválon a Németországot képviselő Dschinghis Khan együttes egyik tagja a magyar származású Leslie Mandoki, egyik énekesnője pedig az Edina Pop művésznevet használó Késmárky Marika volt. A formáció a Dschingis Khan című dallal a negyedik helyen végzett Jeruzsálemben. Késmárky Marika korábban 1969-ben az Egy fiú a házból című dallal megnyerte a magyar Táncdalfesztivált, majd Nyugat-Németországba költözött. 1972-ben a Meine Liebe will ich dir geben című dallal benevezett a német eurovíziós dalválasztó versenyre, azonban nem ő, hanem Mary Roos utazhatott Edinburghba.

### 1990-es évek
A Magyar Televízió és a Magyar Rádió 1993-ban lett teljes jogú tagja az EBU-nak, így ekkor nyílt meg a lehetőség, hogy Magyarország is énekest küldjön az Eurovíziós Dalfesztiválra. 1993. április 3-án Ljubljanában tartották a Kvalifikacija za Millstreet nevű versenyt, melyen hét csatlakozni kívánó ország vett részt, köztük Magyarország is. A magyar induló Szulák Andrea volt Árva reggel című dalával, de nem szerzett elég pontot a továbbjutáshoz.
Az 1994-es Táncdalfesztivál szolgált az első magyar nemzeti döntőként, ahol tizenöt dal vett részt, és egy tizenhat tagú zsűri szavazatai alapján választották ki a nyertest, aki Bayer Friderika lett, így ő volt az első magyar versenyző, aki részt vehetett az Eurovíziós Dalfesztivál nemzetközi döntőjében 1994-ben. A Kinek mondjam el vétkeimet? című dal Dublinban a negyedik helyen végzett, mely az eddigi legjobb magyar szereplés.
A jó eredménynek köszönhetően 1995-ben is indulhatott a versenyen Magyarország. Az 1990-es években a résztvevők megnövekedett száma miatt a rossz eredményt elérő országok nem vehettek részt a következő évi dalfesztiválon. A Magyar Televízió ezúttal nem tartott válogatóversenyt, hanem egy pályázatra beérkezett zeneművek közül a győztes dal előadására Szigeti Csabát kérték fel. Az Új név a régi ház falán című dal az utolsó előtti, huszonkettedik helyen végzett Dublinban.
1996-ban A cél: Oslo című műsor szolgált a nemzeti dalválasztó versenyként, ahol a végső eredményt öt regionális zsűri szavazatai alakították ki. A műsor győztese Delhusa Gjon lett, a Fortuna című dallal. Ebben az évben módosítottak az Eurovíziós Dalfesztivál kvalifikációs szakaszának lebonyolításán. A házigazda nemzet (Norvégia) kivételével az összes résztvevő országnak indulnia kellett egy audio selejtezőn. A zsűrik a dalok hangfelvételei alapján szavaztak, és a huszonkilenc nevezőből az első huszonkettő jutott tovább a nemzetközi versenyre. Delhusa Gjon dala holtversenyben végzett a finn előadóval az utolsó, még továbbjutást érő helyen, ám végül az utóbbi vehetett részt az oslói versenyen. Ezt a kiválasztási módszert többé nem ismételték meg, 1997-től 2003-ig a korábban is érvényben lévő kieséses szabály maradt érvényben.
A következő évben is egy tévés műsorban derült ki, hogy ki lesz az Eurovíziós Dalfesztivál magyar résztvevője. A Magyar Televízió debreceni, szegedi, pécsi, szombathelyi és budapesti körzeti stúdiójának zsűritagjai választották ki tizenkilenc versenyzőből a V.I.P.-t az ország képviseletére. A nemzetközi döntőben az együttes a tizenkettedik helyet szerezte meg a Miért kell, hogy elmenj? című dallal.
Az 1998-ban induló Charlie dalát egy dalszerzői pályázatra beérkezett 17 műből választotta ki az MTV. A holnap már nem lesz szomorú az elvárások és a nemzetközi sajtókampány ellenére mindössze négy ponttal a huszonharmadik helyen végzett. Koltay Gergely, az MTV zenei osztályának főszerkesztője egy interjúban elmondta, hogy a következő évben is hasonló körülmények között tervezik kiválasztani a magyar versenyzőt, bár felmerült, hogy ha indulhatunk is, a pénzügyi finanszírozás nem feltétlenül lesz meg a részvételhez. Az ekkoriban érvényben lévő kieséses szabály értelmében Magyarország nem vehetett volna részt 1999-ben, de egy visszalépés miatt az EBU felajánlott egy helyet a Magyar Televíziónak, viszont azt pénzügyi okokra hivatkozva nem fogadták el, és a következő években sem neveztek versenyzőt a dalfesztiválra.
Az Eurovíziós Dalfesztiválokon 1998-ig a versenydalok élőben, nagyzenekari előadásban hangoztak el. A magyar produkciók esetében 1994-ben és 1997-ben Wolf Péter volt a karmester, míg 1995-ben és 1998-ban id. Malek Miklós látta el ezt a feladatot. 1993-ban, a ljubljanai előselejtezőn a szlovén Petar Ugrin vezényelte a zenekart.

### 2000-es évek
2004-ben az elődöntők bevezetése lehetővé tette, hogy az addiginál lényegesen több ország vegyen részt, így előzetesen, 2003 októberében az MTV is jelezte indulási szándékát. Rapai Márta, az akkori eurovíziós delegáció vezetője bejelentette, hogy komoly tervek vannak arra, hogy Magyarország újra nevezzen versenyzőt az Eurovíziós Dalfesztiválra. A november közepén közzétett résztvevői listán is szerepelt Magyarország, viszont egy héttel később, amikor még következmények nélkül vissza lehetett lépni, akkor az MTV bejelentette, hogy pénzügyi problémákra hivatkozva nem tudják lehetővé tenni, hogy delegációt küldjenek Isztambulba. Jelezték emellett, hogy a következő évben mindenképpen megoldást találnak arra, hogy újra szerepeljen magyar énekes a dalfesztiválon, így hat kihagyott verseny után 2005-ben indult újra Magyarország.
A 2005-ös visszatérés alkalmával ismét volt magyar selejtező műsor, ahol a szavazás két fordulóból állt: először a nézők telefonos szavazással kiválasztották a négy legjobbat, akik közül egy öttagú zsűri nevezte meg a végső győztest. A kijevi versenyen a NOX együttes képviselte az országot a Forogj, világ! című dallal. Ők voltak az első magyar versenyzők, akiknek részt kellett venniük az elődöntőben, továbbá ők voltak az elsők, akik bármilyen nyelven énekelhettek volna, az együttes azonban magyarul adta elő versenydalát. Az elődöntőből az első tíz helyezett kvalifikált a néhány nappal később tartott döntőbe: a NOX az ötödik helyen jutott tovább, a fináléban pedig a tizenkettedik helyen végeztek.

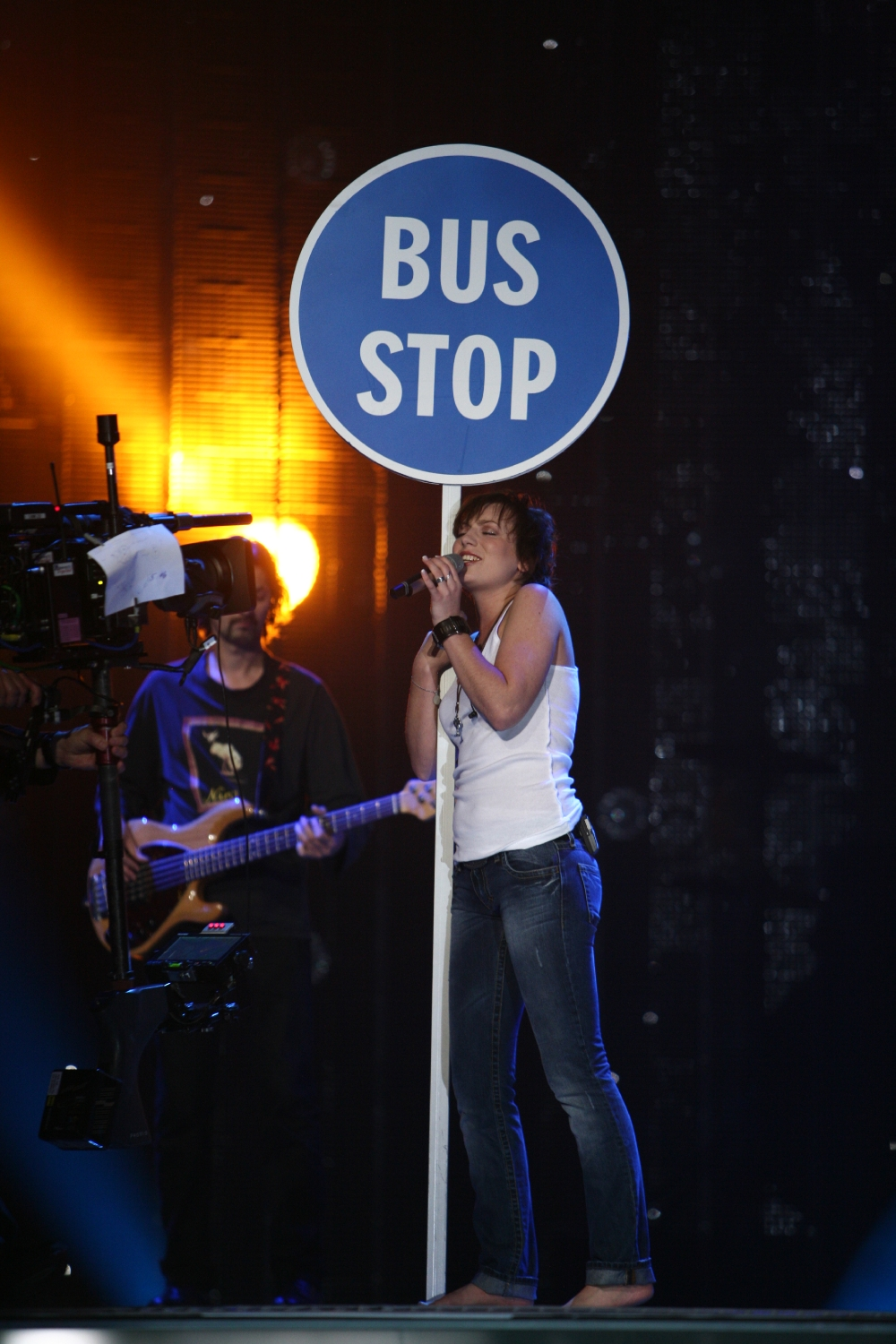
Rúzsa Magdi a 2007-es Eurovíziós Dalfesztiválon Helsinkiben

A következő évben ismételten pénzügyi okok miatt nem vett részt Magyarország, majd 2007-ben Rúzsa Magdi indult a versenyen Helsinkiben. Az indulást a Fonogram díjátadón nyerte el, ahol az övé lett a közönségszavazatok alapján az Év Felfedezettje díj. A nevezett versenydalát majdnem kizárták a versenyből, mivel annak egy részletét a szabályokban megadott határidő, 2006. október 1-je előtt előadta 2005. november 2-án, a Megasztár harmadik évadának második válogatójában. A kiadója tagadta, hogy ezzel megszegték volna a szabályokat. Az Unsubstantial Blues című szerzeményével az elődöntőben a második, a döntőben a kilencedik helyet szerezte meg végül. Ez volt az első alkalom, hogy a magyar versenydal angolul szólalt meg a dalfesztiválon.

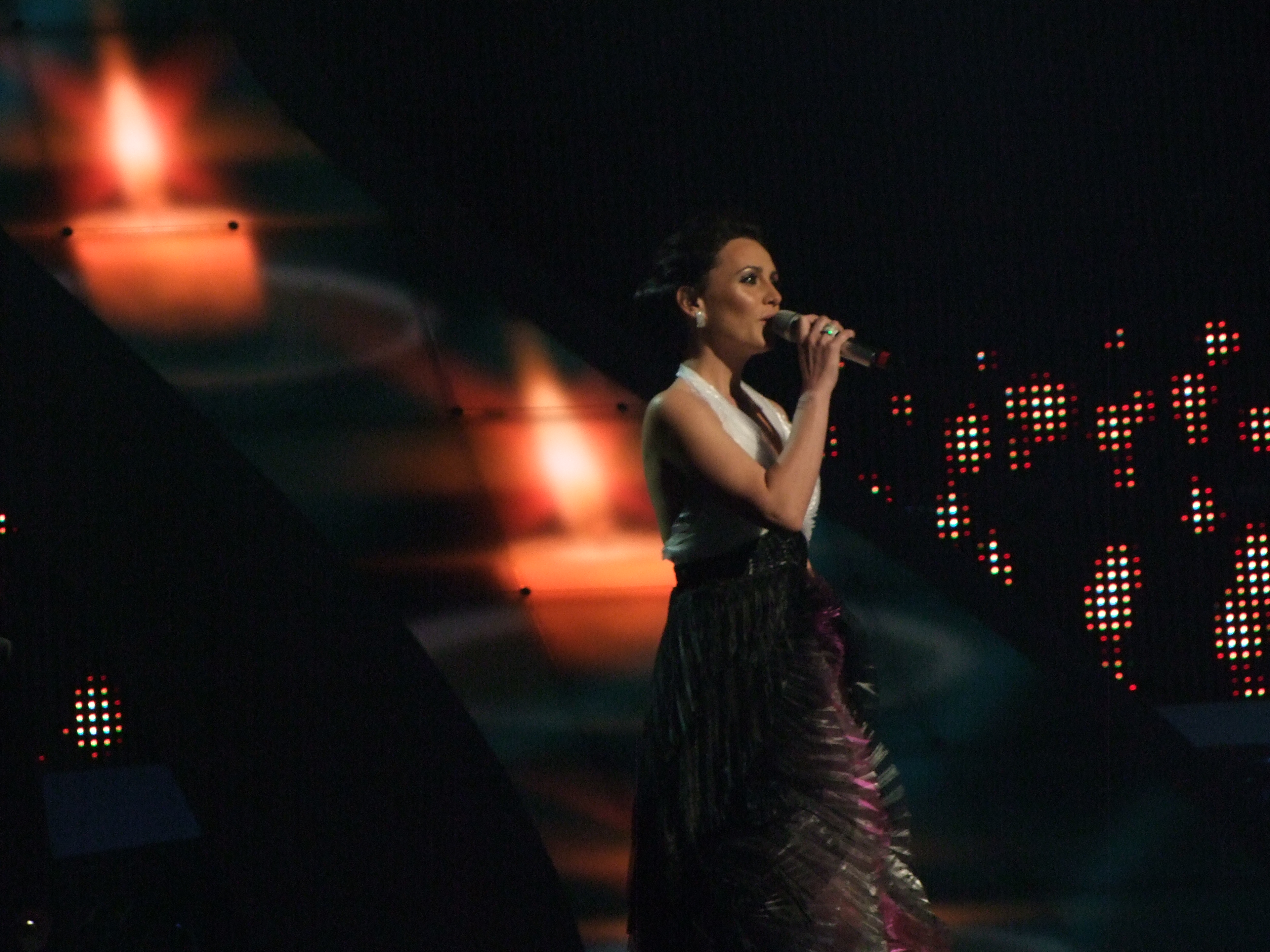
Csézy a 2008-as Eurovíziós Dalfesztiválon Belgrádban

2008-ban újra televíziós show-műsorban választották ki az indulót. A tizenöt résztvevős nemzeti döntő végeredményét 50%-ban a zsűri pontjai és 50%-ban a közönségszavazatok alakították ki. Az ítészeknél Szekeres Adrien dala végzett az első, Csézyé a második helyen, míg a telefonos szavazáson Csézy győzött (a második helyezett szavazatszámának több, mint kétszeresével), Szekeres Adrien pedig második lett. A holtversenyben a közönség szava volt a döntő, így Csézy utazhatott a belgrádi megmérettetésre. Ekkor első alkalommal már két eurovíziós elődöntőt is rendeztek. Csézy a második elődöntőben szerepelt Szívverés című dalának angol–magyar nyelvű verziójával. A Candlelight-nak nem sikerült a döntőbe jutnia – a tizenkilenc ország közül az utolsó helyen végzett, így ez számít a legeredménytelenebb magyar szereplésnek az Eurovíziós Dalfesztiválok történelmében.
2009-ben a Magyar Televízió a beérkező pályaművek közül először Zentai Márk dalát, a svéd Figge Boström és George Németh által szerzett Vigyen a szél – How We Party-t választotta, azonban egy nappal a bejelentést követően kiderült, hogy a dal 2006-ban egy svéd valóságshow-ban elhangzott, így a versenyszabályoknak nem felelt meg. Még ezen a napon az MTV bejelentette, hogy Tompos Kátya a Valami Amerika 2. főcímdalát, a Magányos csónakot fogja énekelni Moszkvában. Az énekesnő a kiválasztását követően bejelentette, hogy vissza kell utasítania a dalfesztiválon való szereplést a színházi elfoglaltságai miatt. Végül a zsűri az összes pályaművet újrahallgatva Ádok Zoli Dance with Me című dalát választotta, mely nem került be a moszkvai döntőbe – a második elődöntőben a tizenötödik helyen végzett. A 2009-es dalválasztás körüli botrányok és a közszolgálati média instabil pénzügyi helyzete miatt az MTV a 2010-es Eurovíziós Dalfesztiválon való szerepléstől 2009. október 22-én visszalépett.

### 2010-es évek
2010. március 22-én Svante Stockselius, a dalfesztivál vezetője az oslói delegációvezetők találkozóján bejelentette, hogy a résztvevőkön kívül Magyarország (Duna TV) és még négy másik nem részt vevő ország is élőben sugározza a dalfesztivál májusi elődöntőit és döntőjét. A Duna Televízió az oslói verseny közvetítései után szeretett volna teljes jogú EBU-taggá válni, azonban ez 2011-ig nem történt meg, így nem indíthattak versenyzőt az Eurovíziós Dalfesztiválon.

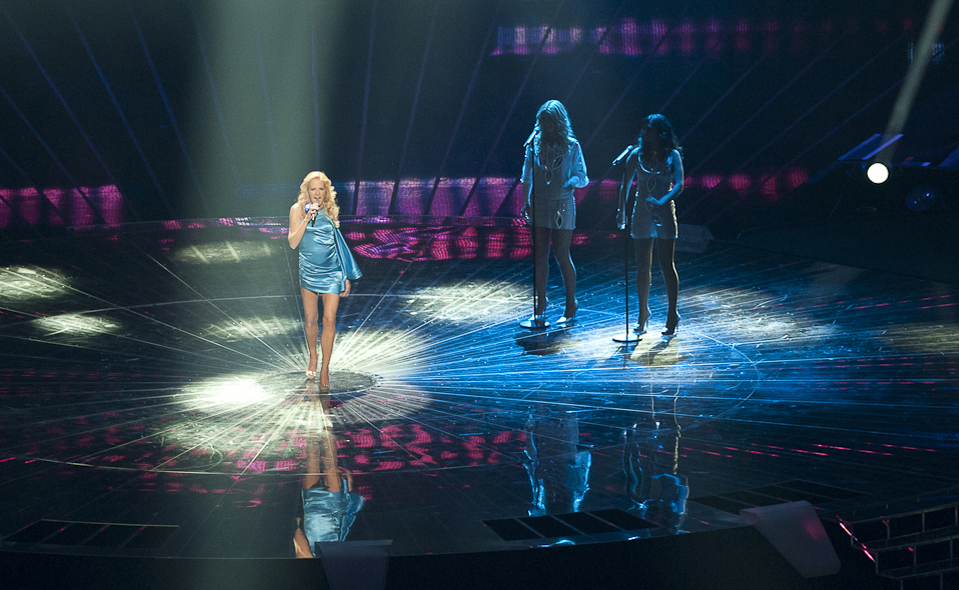
Wolf Kati a 2011-es Eurovíziós Dalfesztiválon Düsseldorfban

A Magyar Televízió egy év kihagyás után, a mezőny utolsó országaként 2010. december 27-én jelentette be, hogy sikerült a pénzügyi feltételeket megteremteni a 2011-es Eurovíziós Dalfesztiválon való részvételhez. A düsseldorfi versenyen nyilvános pályázat nélkül egy belső zsűri döntése alapján Wolf Kati képviselhette Magyarországot a What About My Dreams? című dalával. Wolf Kati az első elődöntőből a hetedik helyen jutott tovább, a döntőben a nagy várakozások ellenére a huszonkettedik helyen végzett 53 ponttal.
A közmédiumokat tömörítő MTVA és a Magyar Televízió 2011. december 1-jén egy sajtótájékoztatón jelentette be, hogy 2012-ben újra részt vesznek az Eurovíziós Dalfesztiválon és az erre a célra életre hívott nemzeti válogatóra a nevezett dalokat 2011. december 30-ig várják. A Dal című műsort először 2012-ben rendezték meg két elődöntővel, melyben a nevezett 202 dalból összesen 20 előadó mutatta be a bakui Eurovíziós Dalfesztiválra szánt szerzeményét. A két elődöntőből összesen nyolcan jutottak a döntőbe, ahol a 2005-ös nemzeti döntő mintájára a közönség választotta ki a legjobb négyet, majd ezek közül nevezte meg a végső győztest a zsűri, aki a Compact Disco lett a Sound of Our Hearts című dallal. A zsűritagok közül Wolf Kati és Csiszár Jenő szavaztak az együttesre, míg Rakonczai Viktor Heincz Gábort, Rákay Philip pedig Caramelt indította volna a dalfesztiválon. A Compact Discónak éppen sikerült továbbjutnia az első elődöntőből, mivel 52 pontot szerezve elérték a tizedik, még továbbjutó helyet. A döntőben a szavazás során 19 pontot gyűjtöttek, mellyel a huszonnegyedik helyen végeztek.

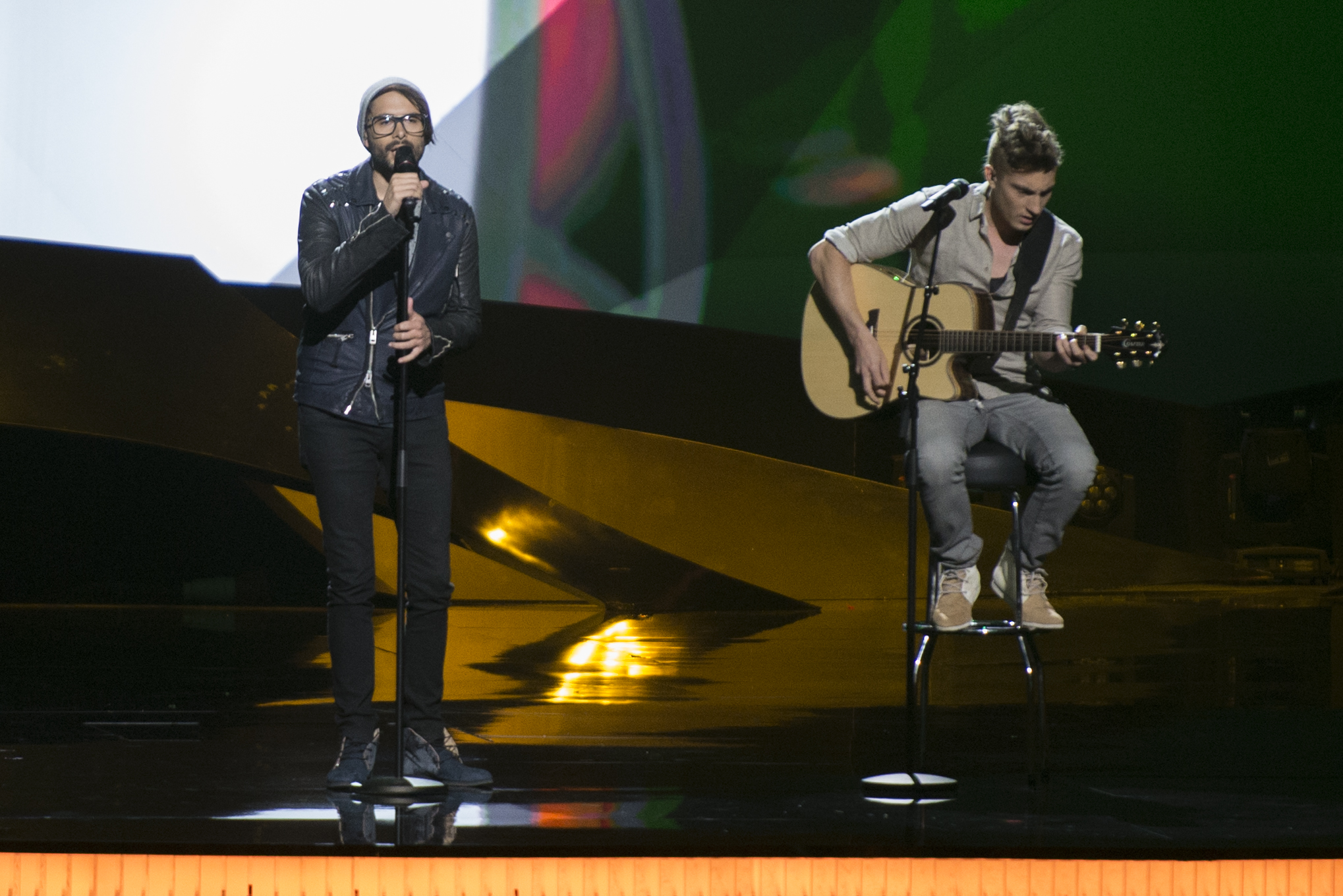
ByeAlex a 2013-as Eurovíziós Dalfesztiválon Malmőben

2012. október 24-én hirdette meg a közmédia a második A Dalra a pályázati feltételeket, melyben az első évadhoz képest változás volt, hogy ezúttal csak magyar nyelvű szerzeményeket vártak az eurovíziós nemzeti válogatóba. A felhívásra 244 pályamű érkezett be, melyek közül az előzsűri harmincat juttatott be az élő műsorsorozatba. A Dalt februárban és márciusban hat adással rendezték meg: a három elődöntőt követte két középdöntő és a döntő. Az utolsó fordulóban az előző évi versennyel ellentétben ekkor már a zsűri választotta ki a legjobb négyet, akik közül a közönségszavazás döntött a végső győztesről. A magyar induló 2013-ban ByeAlex lett, Kedvesem című dalának a Zoohacker-féle remix változatával. Magyarország ismét bejutott a nemzetközi dalfesztivál döntőjébe, ezúttal a nyolcadik helyen. A döntőben a szavazás során 84 pontot szerzett a magyar produkció, mely a minden várakozást felülmúló tizedik helyet jelentette a malmői mezőny dalai között.

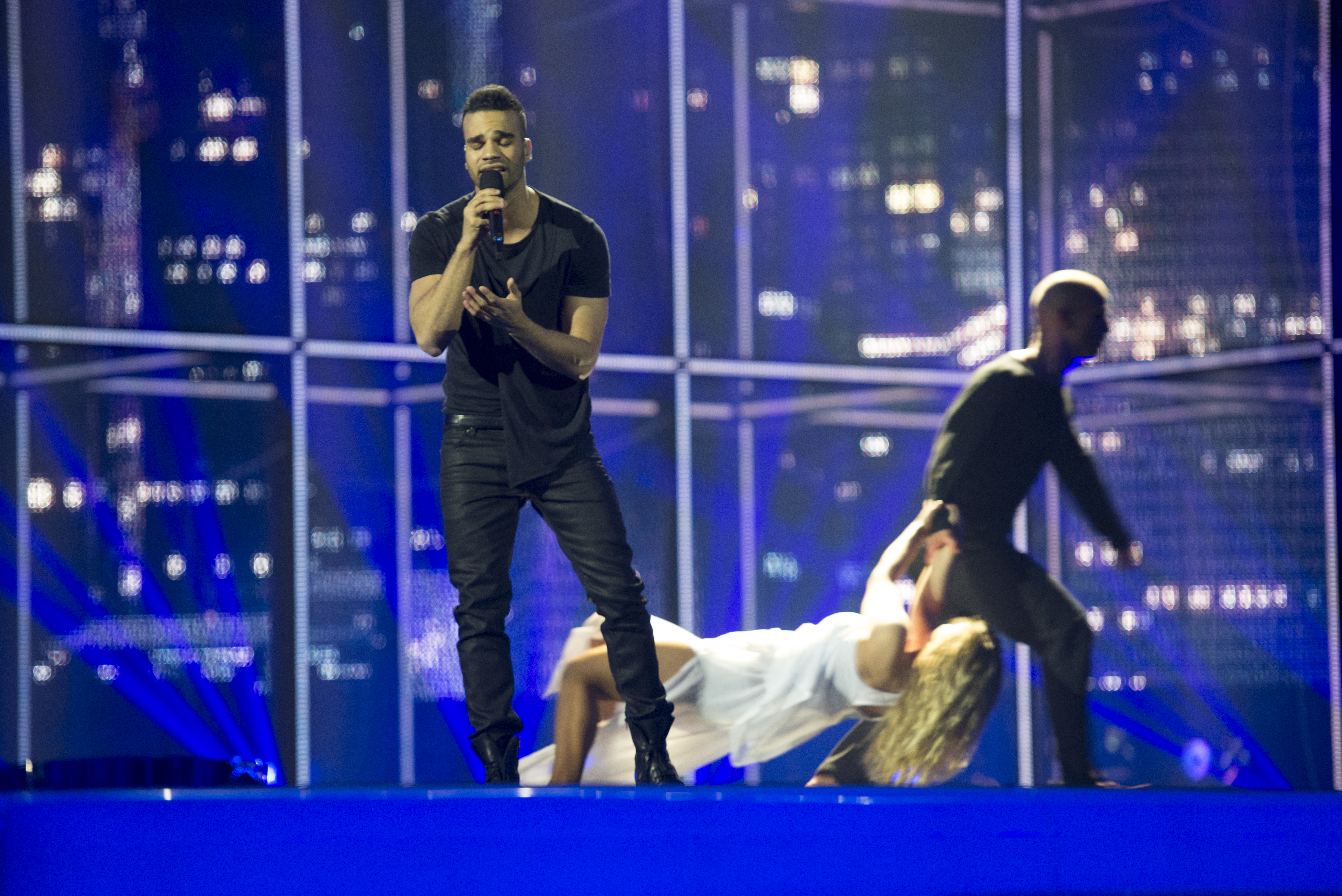
Kállay-Saunders András a 2014-es Eurovíziós Dalfesztiválon Koppenhágában

2013. október 11-én hozták nyilvánosságra a következő évi dalválasztó műsor jelentkezési feltételeit, ahova a magyar nyelvű dalok mellett már angol nyelvű és a hazai kisebbségek nyelvein íródott dalokat vártak a szervezők. A műsorba rekordszámú 435 pályázat érkezett, melyek közül a tíztagú szakmai előzsűri ismételten harmincat juttatott az elődöntőkbe. Ezúttal a képernyős zsűri újra négytagú lett, a végső döntőbe jutott dalok közül ők jelölték ki a közönségszavazásra ajánlott négy dalt, melyek közül a nézők Kállay-Saunders Andrást és a Running című dalt választották ki az ország képviseletére. Az Eurovíziós Dalfesztiválon az első elődöntőben a harmadik helyen végzett 127 ponttal, így továbbjutott a döntőbe. A döntőben a szavazás során 143 pontot gyűjtött, mellyel az ötödik helyen végzett. Az itt elért ötödik hely a mai napig a második legjobb magyar szereplést jelenti a versenyen, de összességében Kállay-Saunders András kapta a legtöbb pontot a magyar indulók közül az 1975 és 2015 között alkalmazott szavazási rendszerben.

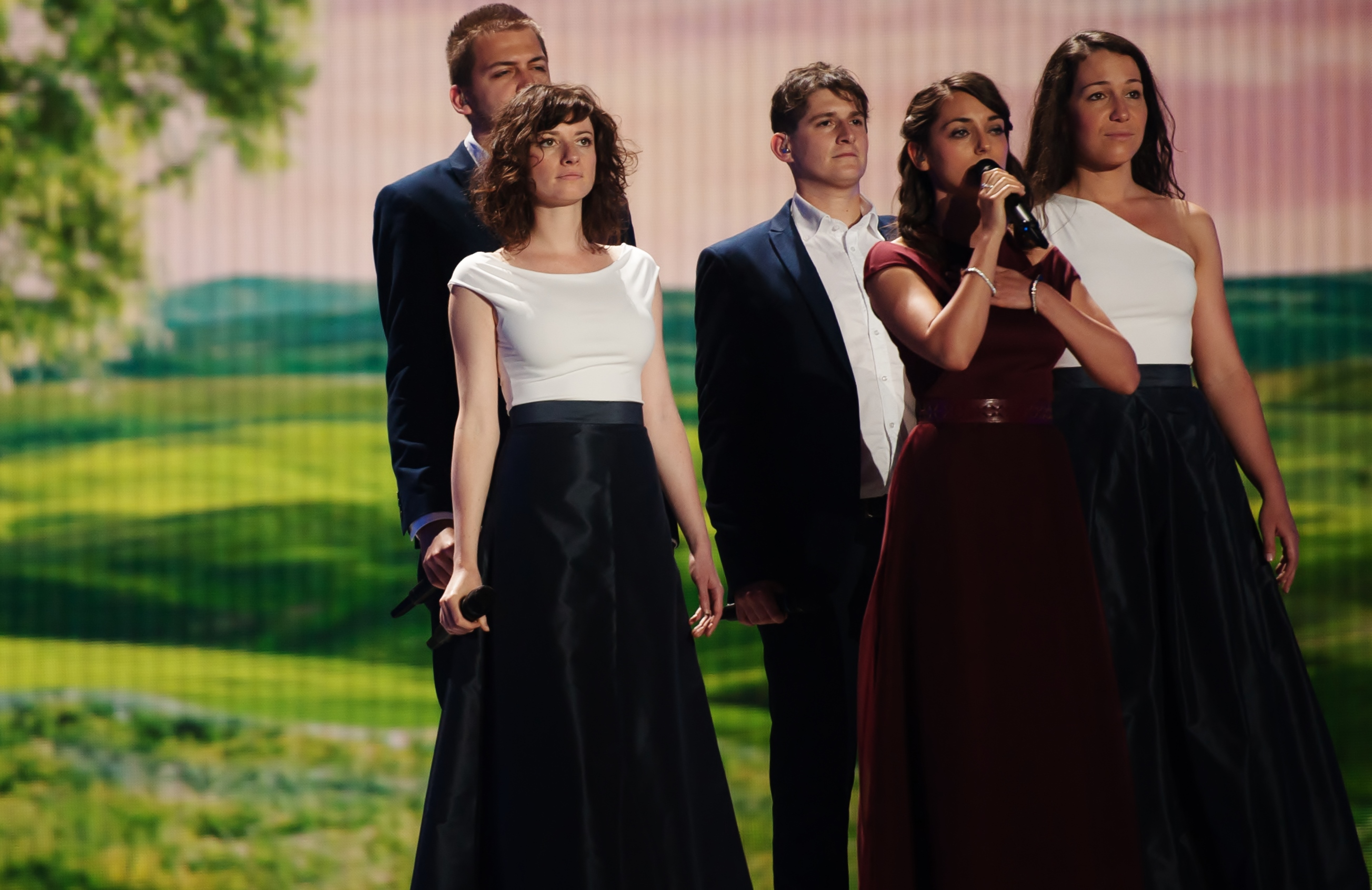
Boggie a 2015-ös Eurovíziós Dalfesztiválon Bécsben

2015-ben is nyilvános pályázaton kereste a közmédia a dalfesztivál magyar résztvevőjét. 2014. július 9-én este az M1-en, a Koppenhágából jeles című riportműsorban bejelentették, hogy akárcsak az előző három évben, ezúttal is A Dalban dől el, hogy ki utazhat a bécsi Eurovíziós Dalfesztiválra. A 351 pályázatból kiválasztott harminc versenyzőt az MTVA három részletben, 2014. december 8-án, 10-én és 12-én jelentette be. Első alkalommal az ötödik zsűritag szerepét a tévénézők töltötték be, akik okostelefonos alkalmazás segítségével tudták pontozni az elhangzott versenyprodukciókat. A Dal 2015 döntőjében a közönségszavazatoknak köszönhetően Csemer Boglárka, művésznevén Boggie győzött a Wars for Nothing című dallal. A nemzetközi színpadon az első fellépésére május 19-én került sor az első elődöntőben, ahonnan sikeresen továbbjutott a május 23-án megrendezett döntőbe. A szavazáson 19 pontot szerzett, mely a huszadik helyet érte a huszonhét résztvevős döntőben.

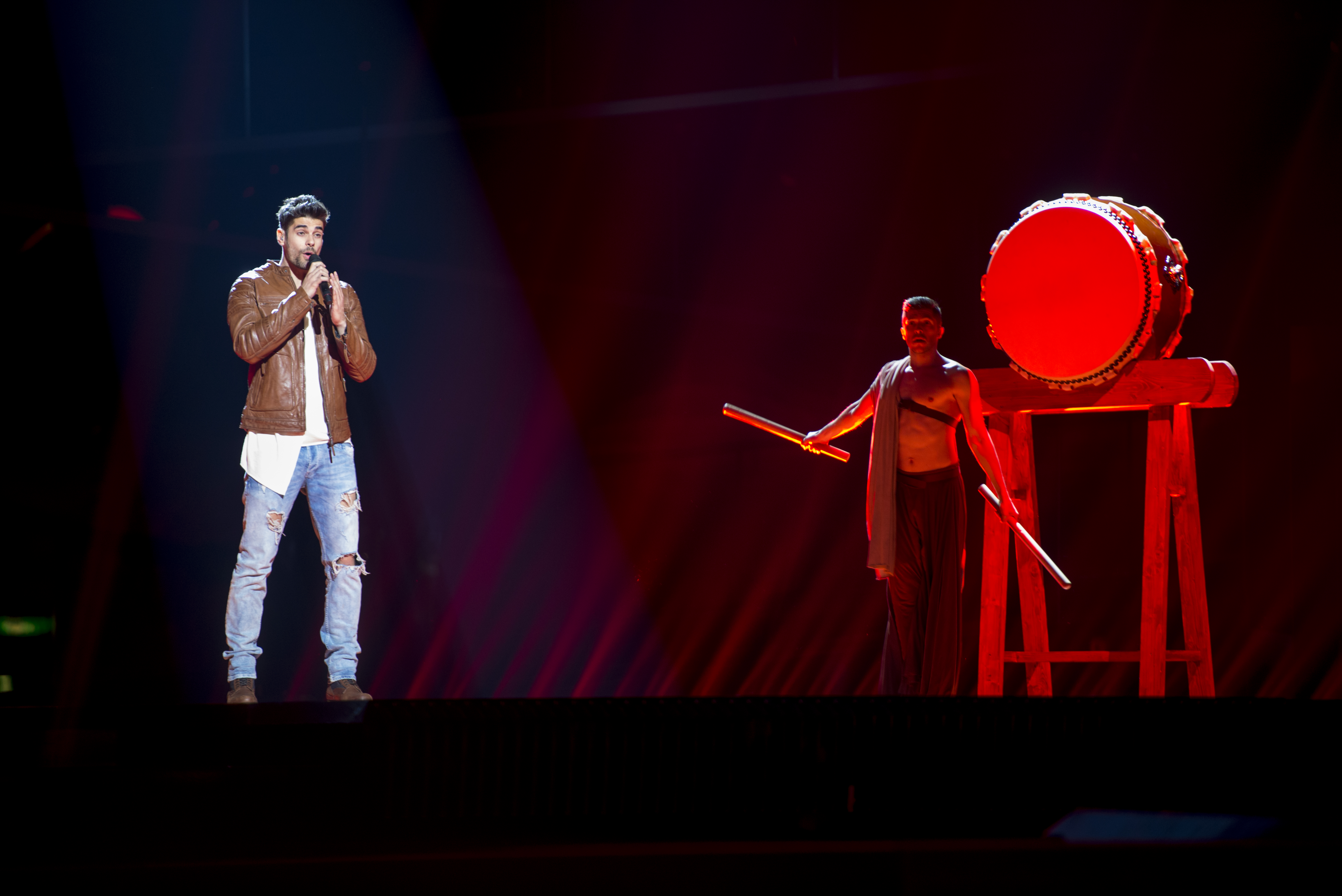
Freddie a 2016-os Eurovíziós Dalfesztiválon Stockholmban

Szabó László Zsolt, az MTVA vezérigazgatója már A Dal 2015 döntőjének estéjén, a győztes első sajtótájékoztatóján bejelentette, hogy Magyarország részt kíván venni a soron következő dalversenyen is, és újra nyílt pályázatot írnak ki, akárcsak az előző négy évben. A vezérigazgató hozzátette, hogy egy jubileumi műsor lesz a 2016-os, mivel ötödik alkalommal fogják kiválasztani az ország dalát ennek a produkciónak a segítségével. A szervezők végül 2015. október 19-én tették közzé a pályázati feltételeket és a hivatalos versenyszabályzatot. A produkcióban történt változás lett, hogy ezúttal nemcsak a győztest díjazzák az eurovíziós szerepléssel, hanem kiosztják A Dal felfedezettje, A legjobb dalszöveg, A legjobb remix, valamint A legjobb akusztikus változat díjat is. A közönséggel 2015. december 15-én közölték, hogy a 372 dal közül melyik harminc fog szerepelni a dalválasztó műsorsorozat élő adásaiban. A Dal döntőjét Fehérvári Gábor Alfréd, művésznevén Freddie nyerte meg Pioneer című dalával, így ő képviselhette Magyarországot a 2016-os Eurovíziós Dalfesztiválon Stockholmban. Az első elődöntőben negyedikként lépett fel, és a negyedik helyen jutott tovább. A döntőben 108 pontot szerzett, amely az ebben az évben bevezetett új szavazási rendszer értelmében a tizenkilencedik helyet jelentette a huszonhat fős mezőnyben.

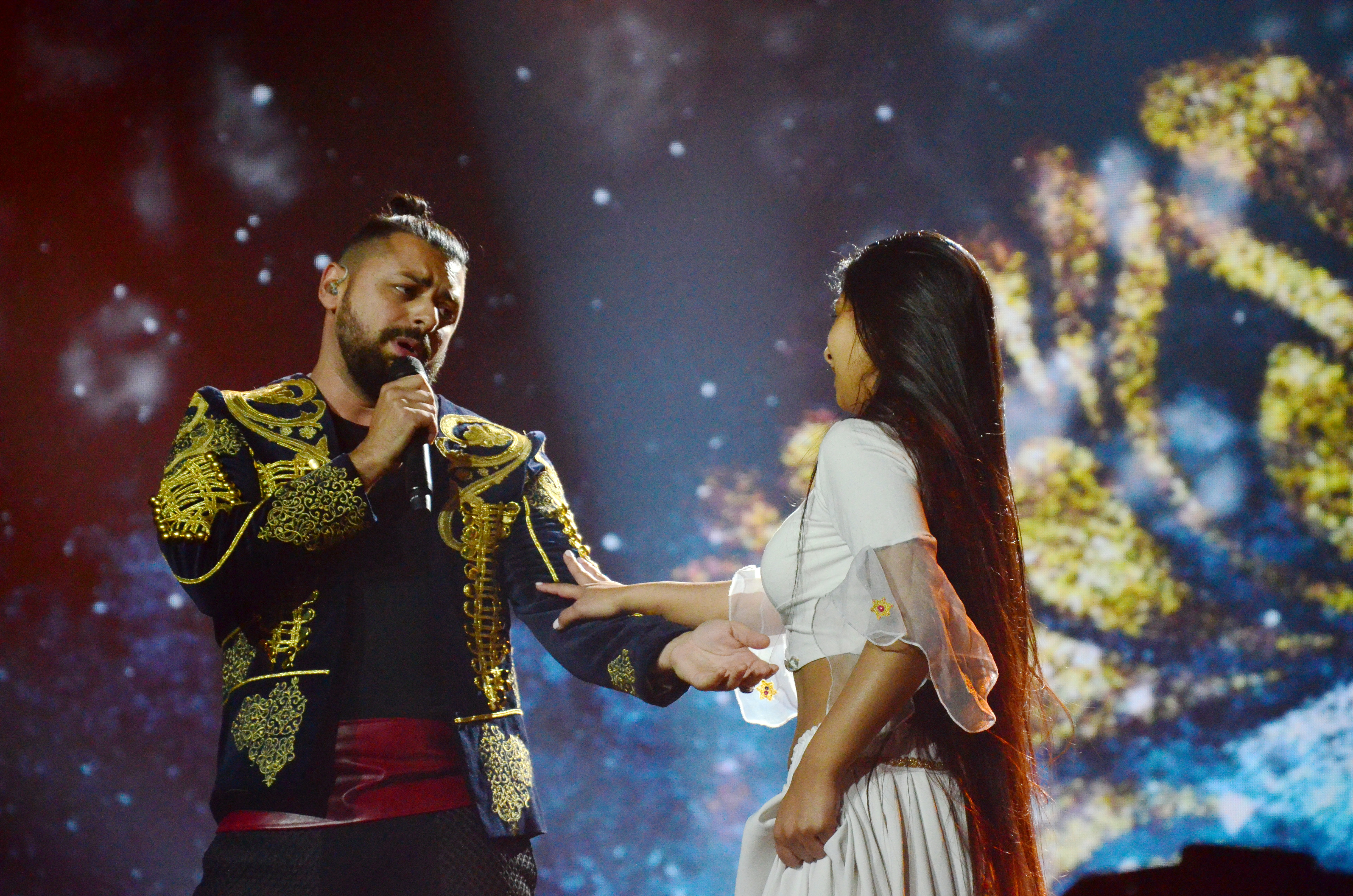
Pápai Joci a 2017-es Eurovíziós Dalfesztiválon Kijevben

2016. április 28-án reggel Freddie utolsó sajtótájékoztatóján az Eurovíziós Dalfesztivál előtt Medvegy Anikó, az MTVA gyermek, ifjúsági és szórakoztató műsorokért felelős főszerkesztője elmondta, hogy a Duna Média részt kíván venni a soron következő dalversenyen és nyílt pályázatot írnak ki, akárcsak az előző években. Az MTVA és a Duna Média 2016. október 10-én tette közzé a pályázati feltételeket és a hivatalos versenyszabályzatot. Ez volt az első nemzeti válogató, ahol a műsor kommunikációjában ritkábban volt jelen az Eurovíziós Dalfesztivál kifejezés: az élő adásokban a képernyő bal alsó sarkában csak A Dal 2017 logója volt látható, a nemzetközi dalfesztiválé nem, valamint Medveczky Balázs, a közmédia televíziós médiaszolgáltatási igazgatója elmondta a legjobb harminc dal bejelentésekor, hogy „A Dal című műsornak nem elsődleges célja, hogy eurovíziós versenydalt keressen.” A műsorsorozat végére a zsűri és a közönség egybehangzó döntésének értelmében Pápai Joci az Origo című dalával képviselhette Magyarországot Kijevben az Eurovíziós Dalfesztiválon. Az előadó a második elődöntőből a második helyen jutott tovább, a döntőben a nyolcadik helyezést érte el 200 ponttal, ami a 2016 óta érvényben lévő pontozási rendszerben a legmagasabb pontszám, amit magyar versenyző meg tudott szerezni.

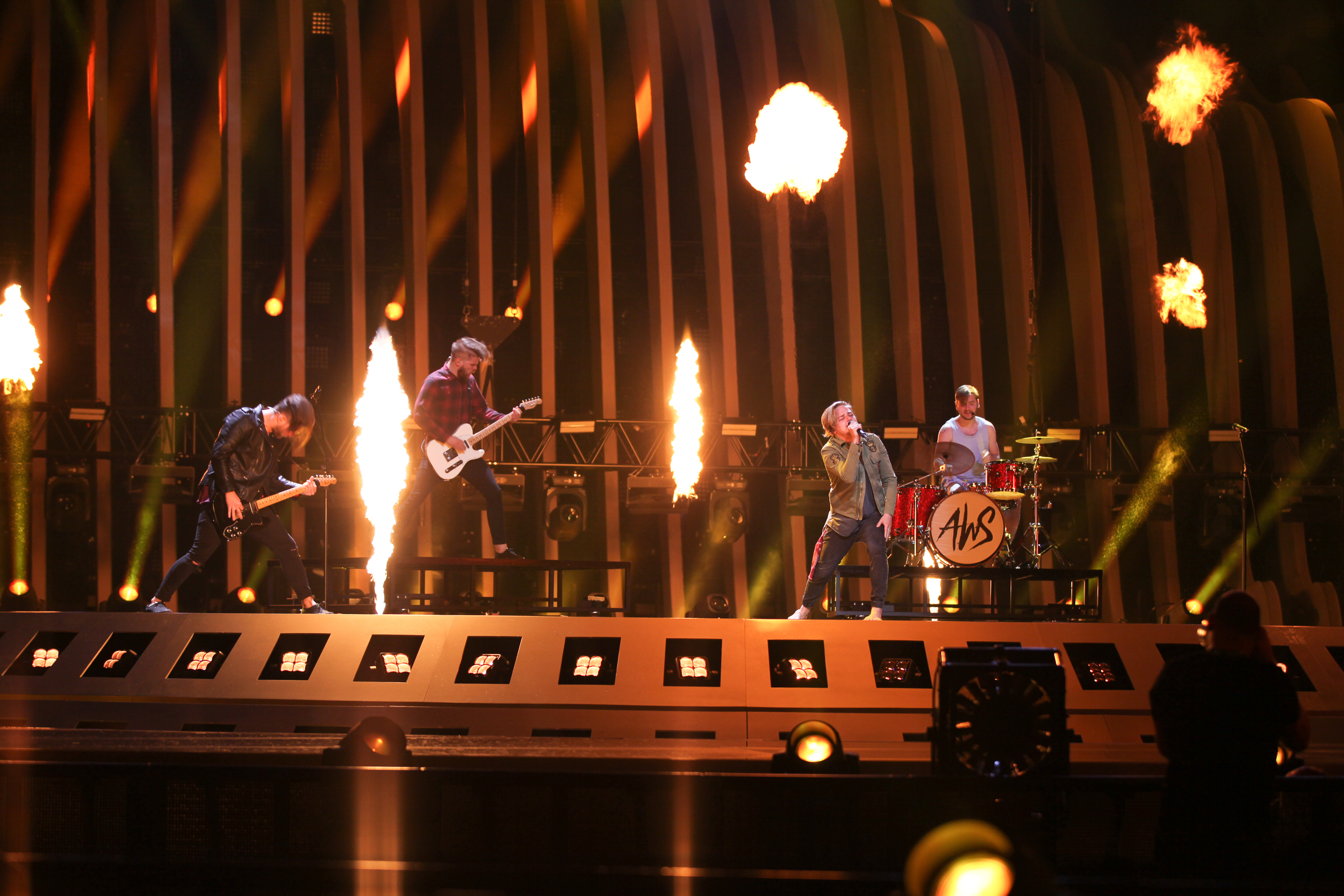
Az AWS a 2018-as Eurovíziós Dalfesztiválon Lisszabonban

A 2018-as Eurovíziós Dalfesztivál magyarországi válogatójára 2017. október 9-én reggel indult el a jelentkezés. Ez volt az első év, hogy a pályázati anyagot már csak online lehetett leadni. A jelentkezési határidőig több, mint 350 dal érkezett A Dal 2018 felhívására. A szervezők 2017. december 6-án jelentették be az élő műsorsorozatba jutottak névsorát egy sajtótájékoztató során, melyet a budapesti Akvárium Klubban tartottak. A januárban és februárban megrendezett hat élő adás végén az AWS alternatív rock–metal zenekar tudott győzni a Viszlát nyár című dallal. Az együttes képviselhette Magyarországot a nemzetközi dalfesztiválon Lisszabonban. A második elődöntőből a tizedik helyen, négy ponttal a román együttes előtt jutottak tovább, a döntőben pedig a huszonegyedik helyezést érték el 93 ponttal.

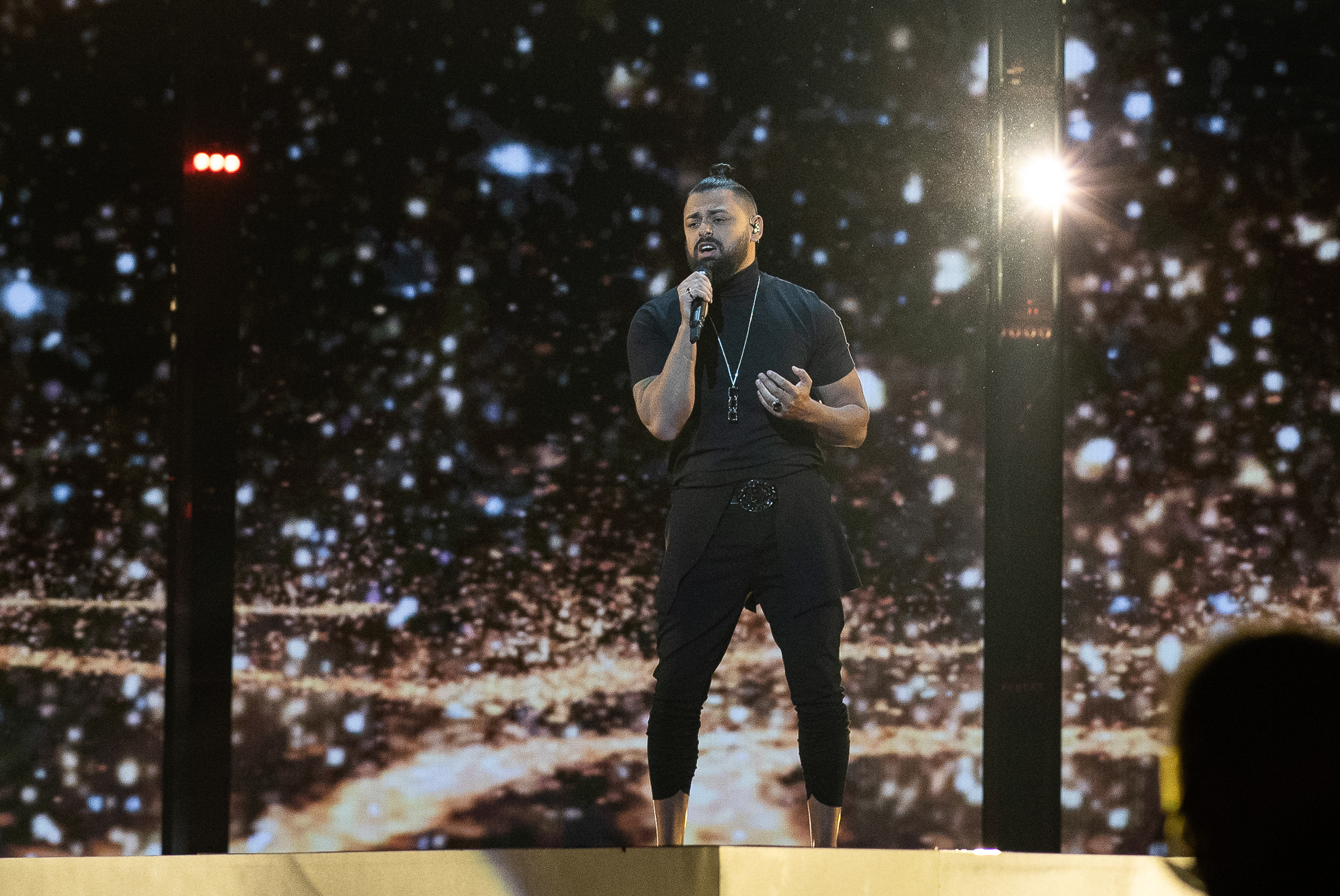
Pápai Joci a 2019-es Eurovíziós Dalfesztiválon Tel-Avivban

A Dal 2019 eurovíziós nemzeti dalválasztó műsorba 2018. október 1-től másfél hónapon keresztül nevezhettek a jelentkezők. A zsűritagokat és a résztvevő dalokat 2018. december 3-án jelentették be, valamint ekkor mutatták be a műsor új logóját is. A korábbi évekhez képest változás volt, hogy újból hat főben maximálták a színpadon jelenlévők számát – illeszkedve az Eurovíziós Dalfesztivál nemzetközi szabályaihoz. A műsor döntőjében két év után újból Pápai Joci győzött, elnyerve a jogot, hogy képviselje Magyarországot a 2019-es Eurovíziós Dalfesztiválon Tel-Avivban. Az én apám című dalát az első elődöntőben adta elő, azonban itt a tizenkettedik helyen végzett, így nem sikerült bekerülnie a legjobb tíz közé. Ez volt a harmadik alkalom Magyarország eurovíziós történelmében, hogy az országot képviselő előadó nem jutott tovább a nemzetközi verseny döntőjébe. Ezt követően a közmédia a 2020-as Eurovíziós Dalfesztiváltól nem delegált többé versenyzőt a megmérettetésre.
2011 és 2018 között sorozatban nyolc alkalommal jutott tovább a magyar előadó az Eurovíziós Dalfesztiválok elődöntőjéből a döntőbe. Ezt a rekordot Görögország tartja még egyedüliként a versenyben: nekik ez 2008 és 2015 között sikerült minden évben.

### 2020-as évek

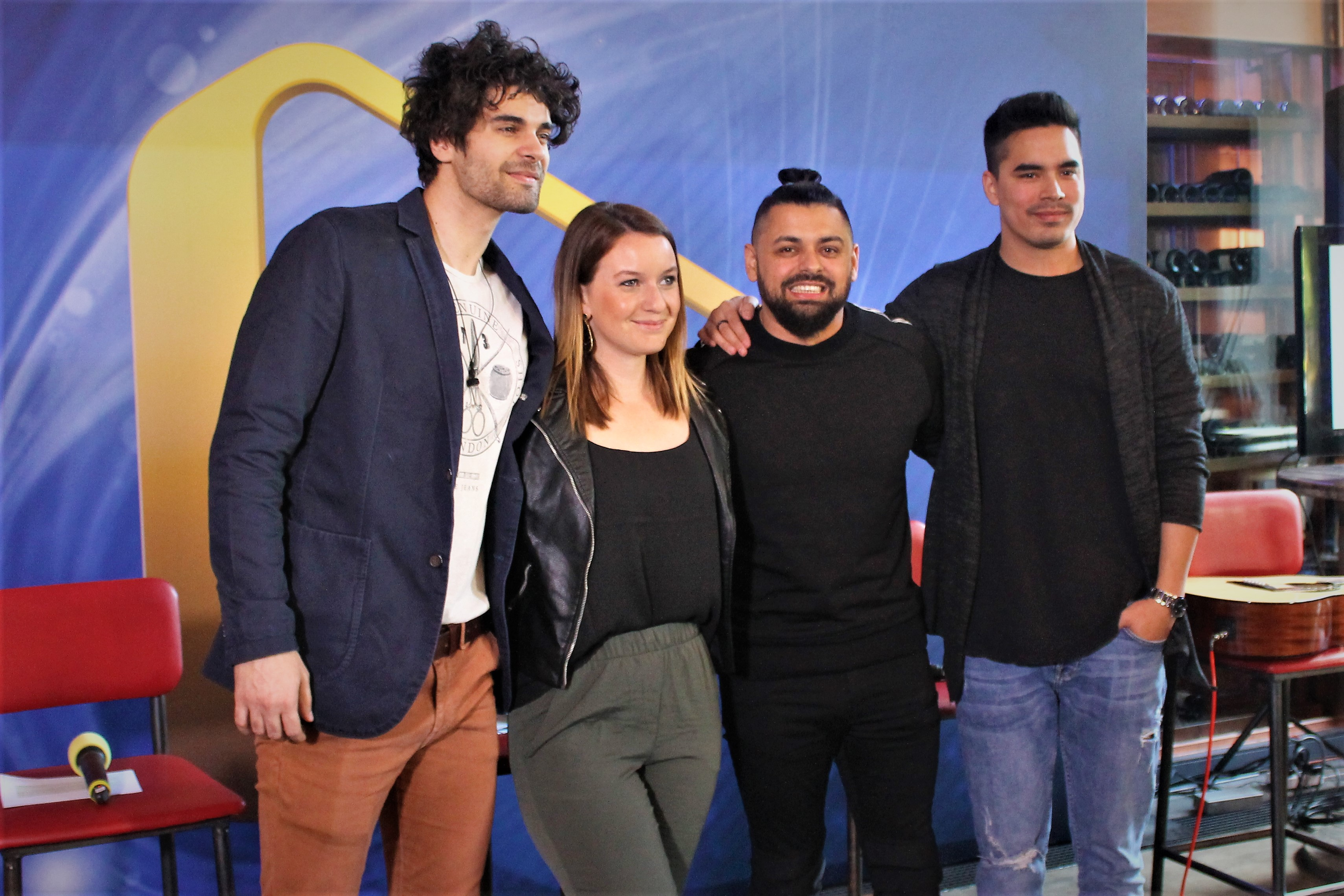
Freddie és Rátonyi Kriszta, az Eurovíziós Dalfesztivál magyarországi kommentátorai; Pápai Joci, a 2019-es Eurovíziós Dalfesztivál magyarországi résztvevője és Feng Ya Ou Ferenc vokalista

A 2019-es Eurovíziós Dalfesztivál alatt Bubnó Lőrinc, a magyar delegáció vezetője egy interjú keretein belül elmondta, hogy a Duna csatorna megfontolja a 2012 óta futó válogatóműsor, A Dal nagyobb helyszínen történő lebonyolítását, és elképzelhetőnek tartják, hogy változásokat vezetnek be a műsorba. Ennek ellenére a MTVA hivatalosan nem erősítette meg a részvételét a 2020-as Eurovíziós Dalfesztiválra, habár október végére egyértelmű lett, hogy A Dal című műsor keretében nem az eurovíziós indulót fogják kiválasztani a következő évben. Az MTI október 25-én a következő mondatot írta meg A Dal 2020 indulásával kapcsolatos sajtóanyagban, mellyel teljesen bizonytalanná vált a magyar részvétel: „a műsor készítői úgy döntöttek, hogy jövőre az eurovíziós indulás helyett közvetlenül a magyar könnyűzene tehetségeit, az általuk létrehozott értékteremtő produkciókat segítik”.
2019. november 13-án hivatalossá vált, hogy Magyarország nem vesz részt a dalfesztiválon. A magyar közmédia döntésével kapcsolatosan számos hazai sajtóorgánum foglalkozott, a TV2 Tények című magazinműsorában beszéltek róla elsőként, miután pedig végleges lett a döntés, több internetes oldal azzal magyarázta a visszalépést, hogy vélhetően az MTVA számára túl meleggé vált az Eurovíziós Dalfesztivál. Ezt követően a brit The Guardian is foglalkozott a témával, melynek köszönhetően nemzetközi visszhangot váltott ki a legnagyobb újságoknál. Többek között a The Independent, a Deutsche Welle, a Sky és az SBS is foglalkozott az üggyel. Ennek következményeként az MTVA közleményben reagált az őket ért vádakra, állításuk szerint semmilyen produkció, esemény vagy rendezvény kapcsán nem tartják számon senkinek a szexuális beállítottságát, habár a válogatóműsor kétszeres versenyzője, Petruska András Facebook-oldalán úgy fogalmazott, hogy korábban a műsor készítőivel folytatott beszélgetései során kiderült, hogy az „Eurovízió és az MTVA által képviselt értékek nem egyeztethetőek össze”. Bencsik András, a Magyar Demokrata főszerkesztője még a visszalépés okait firtató cikkek tömeges megjelenései előtt éppen ezeket a felvetéseket erősítette meg, amikor a Hír TV Sajtóklub című műsorában úgy vélekedett Magyarország távolmaradásáról, hogy az „Eurovízió egy gusztustalan homoszexuális flottatüntetés”, valamint azt mondta, hogy „mentálhigiénés okból is örvendetesnek tartom [a visszalépést], mert nagyon sok fiatalkorú azt hitte, hogy ez egy 18 éven aluliaknak való dolog, miközben itt ilyen visítozó transzvesztiták meg szakállas nők rombolták a közízlést” – utalva a dalfesztivál korábbi győzteseire, Dana Internationalre és Conchita Wurstra, akik 2019-ben vendégfellépőként szerepeltek a versenyen.
A dalfesztiváltól való visszalépést követően ez volt az első alkalom, hogy az MTVA megszólalt az ügyben, majd innentől kezdve napi szinten jelentek meg kormányközeli politikai elemzők nyilatkozatai az M1 aktuális csatorna különböző műsoraiban, melyben balliberális csúsztatásnak és a közmédia lejáratásának nevezték az Eurovíziós Dalfesztivállal kapcsolatos írásokat. Mindezek ellenére az MTVA továbbra sem indokolta, hogy miért döntöttek úgy, hogy nem indulnak a megmérettetésen. A magyar könnyűzenei szakma nem értett egyet a közmédia döntésével, Wolf Kati szerint például ez egy hatalmas lehetőség egy előadó számára; ő úgy fogalmazott, hogy „el kell indulni a versenyen, nem csak otthon ülni”. Mindezen túl az MTVA megszakította a kapcsolatot azon újságírókkal is, akik részben vagy teljes egészében az Eurovíziós Dalfesztivállal foglalkoznak, illetve korábban rendszeresen, akkreditált újságíróként vettek részt az eseményeken. Közülük senkit sem hívtak meg A Dal 2020 sajtótájékoztatójára sem, illetve a megkereséseikre sem reagáltak érdemben, amikor októberben szárnyra kaptak az első hírek a lehetséges visszalépés kapcsán.
A Dal 2020-as évadába a közmédia közlése szerint rekordszámú pályázat érkezett, így ez is azt igazolja, hogy jó döntést hoztak azzal, hogy nem indulnak az Eurovíziós Dalfesztiválon. A tehetségkutató műsor ezt követően minden idők legrosszabb nézettségével indult a Dunán, és a többi adásra sem sikerült lényegesen több nézőhöz elérnie. Egy évvel később már negyven versenyzővel és hét élő adással jelentkezett A Dal, azonban többségében ismeretlen, feltörekvő zenekarok és énekesek vettek részt benne, valamint csak alig több, mint 200 ezer nézőt értek el adásonként.
Bubnó Lőrinc, a magyar eurovíziós delegáció korábbi vezetője 2020 novemberében a Humans of Eurovision podcast-ben elmondta, hogy szerinte egyrészt a pénzügyi helyzetre lehet hivatkozni az ország távolmaradását illetően, ugyanis ha ilyenkor dönteni kell a közmédiában, akkor az Eurovíziós Dalfesztivál az elsők között lesz szüneteltetve. Másrészről szerinte a magyar embereknek még időre van szüksége ahhoz, hogy a nyugat-európai társadalmi értékeket, beleértve az LMBTQ+ csoporthoz tartozó embereket elfogadják. Az egykori cseh eurovíziós delegációvezetővel, Jan Bors-szal folytatott beszélgetésben ezt a két dolgot nevezte meg a fő okoknak, ami miatt Magyarország nem vesz részt többé a dalfesztiválon. 2023-ban Wolf Kati, az Eurovíziós Dalfesztivál korábbi résztvevője és A Dal tehetségkutató műsor zsűritagja egy podcast-ben elmondta, hogy szükség lenne indulnia a versenyen Magyarországnak, valamint szerinte nem csak kizárólagosan A Dal létezhet, mint új zenéket felvonultató műsor, hanem lehetne csinálni mellé dedikáltan egy eurovíziós válogatót is. A beszélgetésben továbbá kifejtette, hogy a popzene nincs olyan módon képviseltetve sem a magyar rádiókban, sem A Dalban, mint azokban az időkben, amikor Magyarország is nevezett versenyzőt a nemzetközi megmérettetésre. Wolf Kati úgy gondolja, fontos katalizátorként szolgálna a könnyűzene feltörekvő előadóinak is, hogy egy nemzetközi közönség előtt megmutathatnák, hol tart a magyar zene egy adott évben. 2023-ra az is kimutatható volt, hogy a nemzetközi nevezés nélküli A Dalra egyre kevesebben kíváncsiak, míg a dalfesztiválokat a közmédia sugárzásának elmaradása ellenére is sokan követték az interneten.
2023. július 15-én az Eurovíziós Podcast című műsorban Stig Karlsen, a norvég delegáció vezetője elmondta, hogy az Európai Műsorsugárzók Uniója azt szeretné, ha Magyarország visszatérne a versenybe, és a reményét fejezte ki, hogy a jövőben a magyar delegáció, az MTVA és az EBU közötti tárgyalások eredményezhetik az ország visszatérését, ha nem 2024-ben, akkor remélhetőleg 2025-ben. Végül az MTVA továbbra sem nyilatkozott semmit a dalfesztivállal kapcsolatban, és sorozatban ötödik éve nem neveztek indulót a nemzetközi versenyre, majd Karlsen reményeivel ellenben 2025-ben sem tért vissza Magyarország a dalfesztiválra. Az ország távolmaradásának ellenére a San Marinó-i nemzeti döntőbe benevezett a magyar Carson Coma zenekar is, remélve, hogy ők képviselhetik a törpeállamot a bázeli versenyen. Daddy Said No című dalukkal a döntő előtti vigaszágas körig jutottak. Végül Németország színeiben egy magyar származású osztrák testvérpár, Bornemisza Attila és Tünde jutottak ki a dalfesztiválra. Baller című daluknak megjelent egy magyar nyelvű akusztikus változata is. A 2025-ös Eurovíziós Dalfesztivál döntőjében 151 ponttal a tizenötödik helyen végeztek.
A visszalépést követően a Covid19-pandémia miatt elmaradt 2020-as Eurovíziós Dalfesztivált helyettesítő Eurovision: Europe Shine a Light című gálaműsort sem vetítették a tévében, valamint a 2021-es Eurovíziós Dalfesztivál sem volt látható a közmédia csatornáin. 2006 óta ez volt az első év, amikor a dalfesztivált egyetlen hazai tévéadó sem tűzte műsorára. Az MTVA a későbbiekben sem helyezte kilátásba a visszatérést a dalfesztiválra, valamint nem kommunikálnak nyilvánosan semmit ezzel kapcsolatban.

## Nemzeti döntő

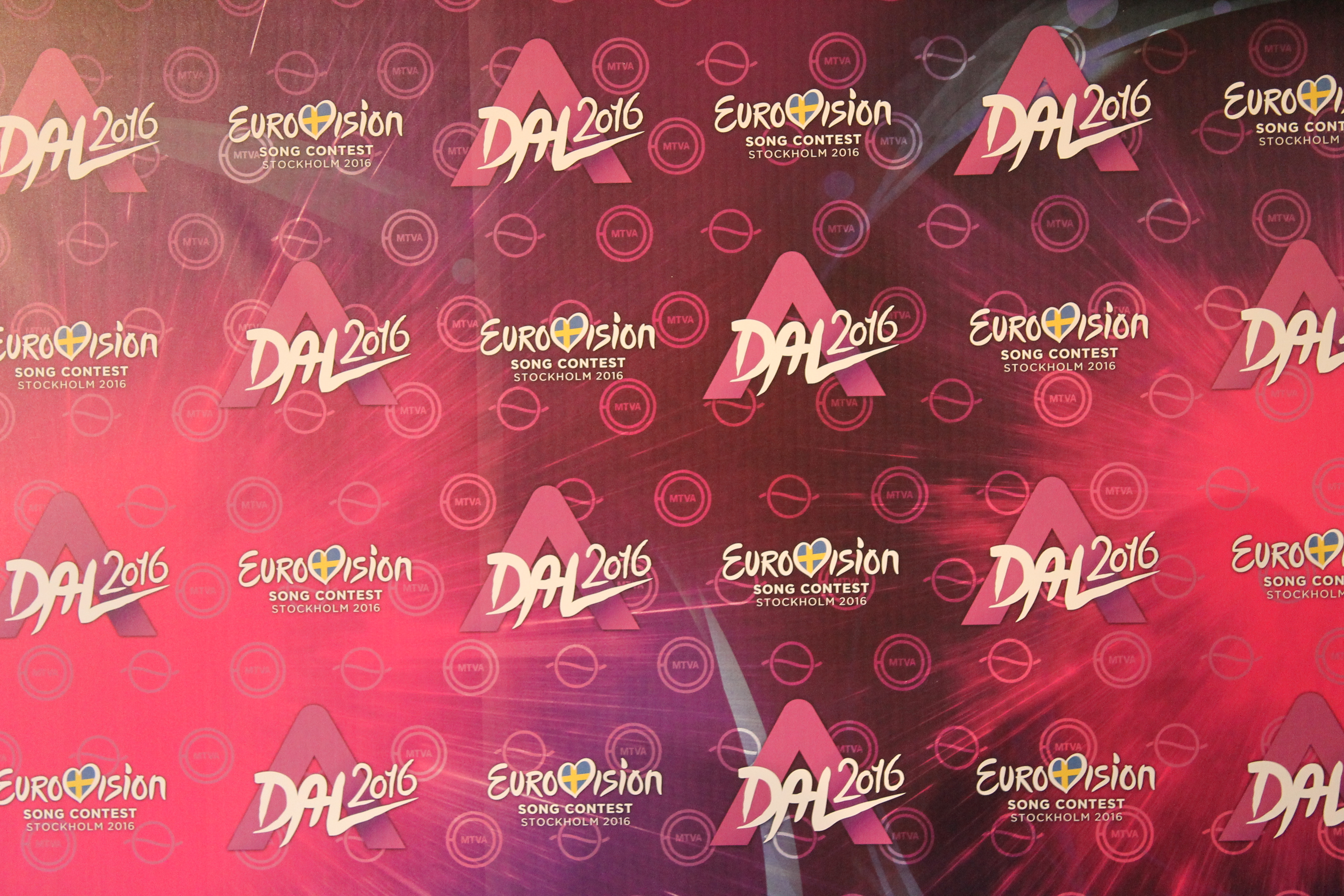
A 2016-os nemzeti döntő molinója

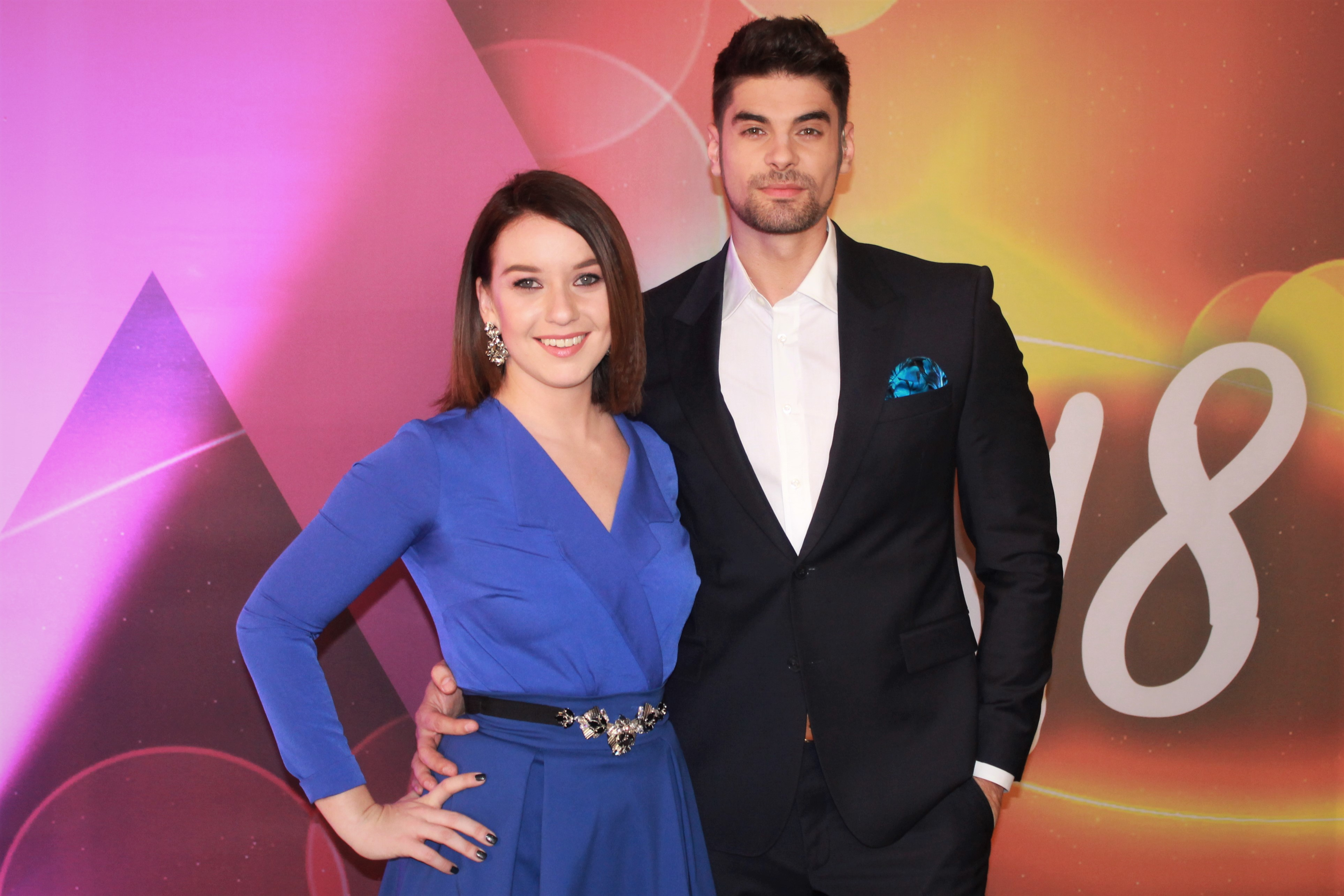
A 2018-as nemzeti döntő műsorvezetői: Rátonyi Kriszta és Freddie

Magyarországon nem alakult ki hagyományos, minden évben megrendezett nemzeti válogató az 1990-es években, illetve a 2000-es években. A magyar induló kilétét vagy nemzeti döntő segítségével, vagy nemzeti döntő nélküli belső kiválasztással döntötték el. 1994-ben a Táncdalfesztivál győztese kapta meg az eurovíziós szereplés lehetőségét, 1996-ban A cél: Oslo című műsor győztese utazhatott volna a megmérettetésre. 1997-ben, 2005-ben és 2008-ban egy nemzeti döntőben választották ki a magyar versenyzőt. 2007-ben az előadót csak a közönség választotta ki, majd a versenydalról a delegáció és az énekesnő menedzsmentje döntött. 1995-ben, 1998-ban és 2009-ben egy pályázati felhívásra beérkezett dalok közül döntött a magyar indulóról egy szakmai zsűri, 2011-ben pedig pályázati felhívás nélkül jelentette be a döntését az MTV. 2012 és 2019 között minden évben megrendezésre került a magyar nemzeti döntő, A Dal, melynek a győztese kapta meg a lehetőséget, hogy képviselje Magyarországot az Eurovíziós Dalfesztiválon. 2020-tól A Dalt egy hazai tehetségkutató műsorként rendezi meg az MTVA, melynek nem fődíja az Eurovíziós Dalfesztiválon való szereplés, továbbá Magyarország nem küldött több énekest a versenyre.
A Dalt 2012-ben két elődöntővel rendezték meg, melyben összesen 20 előadó mutatta be a bakui Eurovíziós Dalfesztiválra szánt dalát. A két elődöntőből összesen nyolcan jutottak a döntőbe, ahol a 2005-ös nemzeti döntő mintájára a közönség választotta ki a legjobb négyet, majd ezek közül nevezte meg a végső győztest a zsűri. 2013-tól 2019-ig minden évben hat adással és harminc dallal jelentkezett a műsor: a három válogatót követte két elődöntő és a döntő. A Dal eurovíziós nemzeti dalválasztó műsor nyolc éve alatt összesen 230 dalt mutattak be a közönségnek élőben.
| Év   | Részek száma | Beérkezett dalok száma | Az élő műsorban megszólalt dalok száma | Eredeti sugárzás | Eredeti sugárzás  | Eredeti adó | Évadbemutató nézettség | Évadbemutató nézettség | Évadzáró nézettség | Évadzáró nézettség |
| Év   | Részek száma | Beérkezett dalok száma | Az élő műsorban megszólalt dalok száma | Évadbemutató     | Évadzáró          | Eredeti adó | AMR (4+)               | Arány (SHR%)           | AMR (4+)           | Arány (SHR%)       |
| ---- | ------------ | ---------------------- | -------------------------------------- | ---------------- | ----------------- | ----------- | ---------------------- | ---------------------- | ------------------ | ------------------ |
| 2012 | 3            | 202                    | 20                                     | 2012. január 28. | 2012. február 11. | M1          | 823 000                | 16,4                   | 1 015 000          | 20,8               |
| 2013 | 6            | 244                    | 30                                     | 2013. február 2. | 2013. március 2.  | M1          | 912 719                | 18,9                   | 1 173 441          | 25,1               |
| 2014 | 6            | 435                    | 30                                     | 2014. január 25. | 2014. február 22. | M1          | 826 703                | 17,6                   | 890 558            | 19,9               |
| 2015 | 6            | 351                    | 30                                     | 2015. január 24. | 2015. február 28. | M1          | 709 092                | 15,5                   | 652 895            | 14,9               |
| 2016 | 6            | 372                    | 30                                     | 2016. január 23. | 2016. február 27. | Duna        | 642 573                | 14,2                   | 746 354            | 16,7               |
| 2017 | 6            | 370+                   | 30                                     | 2017. január 14. | 2017. február 18. | Duna        | 488 742                | 10,7                   | 542 030            | 12,8               |
| 2018 | 6            | 350+                   | 30                                     | 2018. január 20. | 2018. február 24. | Duna        | 405 365                | 10                     | 399 508            | 9,5                |
| 2019 | 6            | 416                    | 30                                     | 2019. január 19. | 2019. február 23. | Duna        | 270 786                | 5,9                    | 337 307            | 8                  |

## Nyelvhasználat
Hát, Istenem, most légy velem, küldd el hozzám őt, nem számít mennyi még, olyan jó Rá várni.

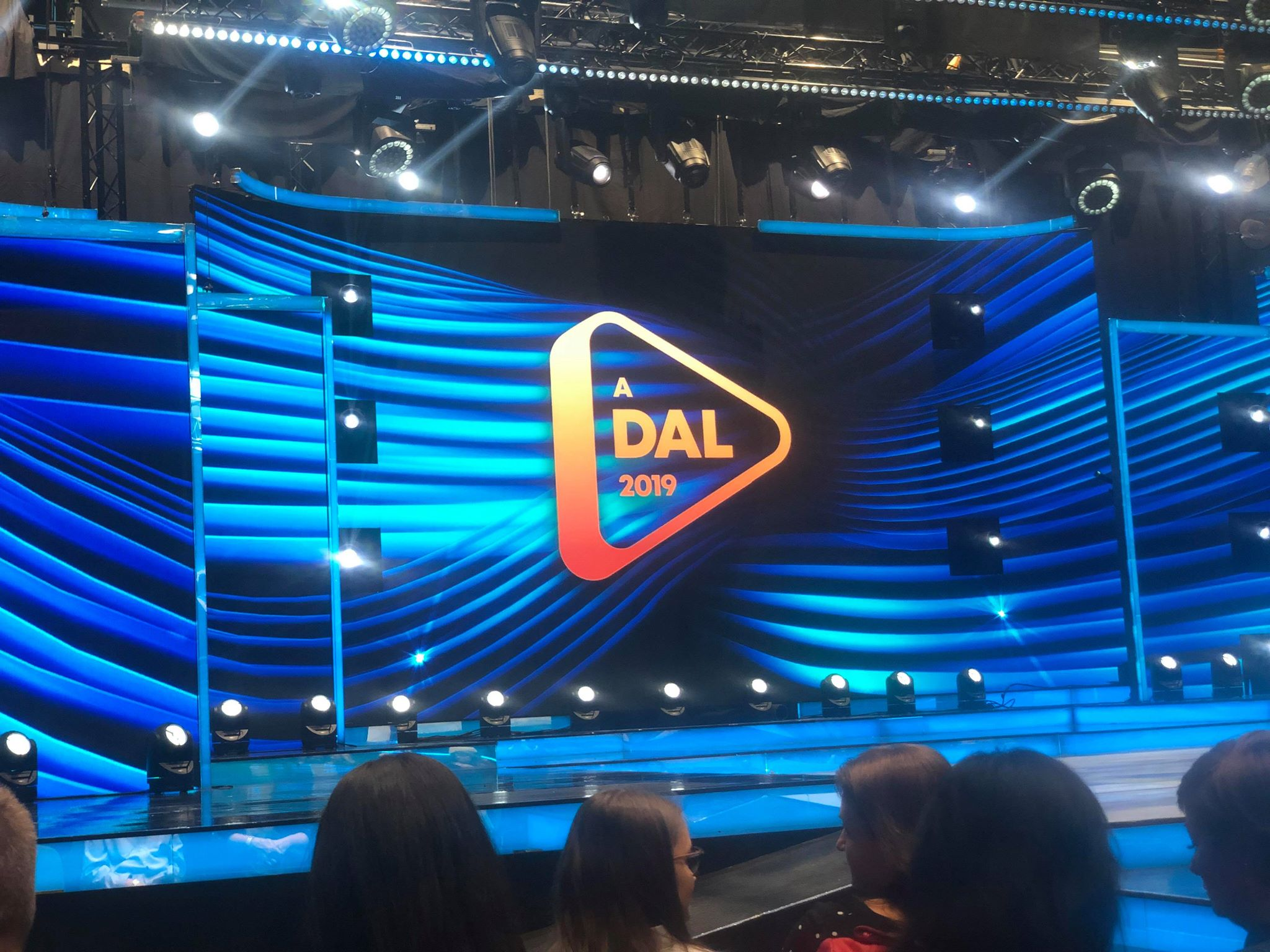
A 2019-es nemzeti döntő stúdiója az MTVA székházában

Az 1999-ig érvényben lévő nyelvi szabályok értelmében Magyarország első indulói az ország hivatalos nyelvén, magyarul énekeltek. Az 1994-es debütálás egyben a dalfesztivál történetének első magyar nyelvű dalát is jelentette. 2007-ben Rúzsa Magdi volt az első magyar résztvevő, aki a szabad nyelvhasználatot kihasználva angol nyelven adta elő dalát. A következő évben Csézy is angolul énekelt, de ő néhány magyar nyelvű sort is illesztett dalába. Ádok Zoli 2009-es dala szintén angol nyelvű volt, míg 2011-ben Wolf Kati Csézyhez hasonlóan a kevert nyelvű verziót énekelte, majd a Compact Disco Sound of Our Hearts című dala is teljes egészében angol nyelvű volt. Nyolc évig a NOX együttes volt az utolsó induló, akik teljes egészében magyarul énekelték el a versenydalukat, azonban 2013-ban ByeAlex úgy döntött, hogy a Kedvesem című dalát teljes egészében magyar nyelven adja elő. A következő években Kállay-Saunders András, Boggie és Freddie ismét angol nyelven énekeltek, majd Pápai Joci dalai és az AWS dala viszont magyar nyelven hangzott el.
A tizenhét magyar versenydalból kilencet magyar nyelven, hatot angol nyelven és kettőt angol és magyar kevert nyelven adtak elő. A Dal című műsorban a szervezők a pályázati feltételekben közölték, hogy magyarul, az ország területén élő kisebbségek nyelvein, vagy angolul írott dalok vehetnek részt a nemzeti válogatóban (kivéve 2013-at, amikor csak magyar nyelvű dalok nevezhettek), azonban minden évben csak magyar és angol nyelvű dalok kerültek be az élő műsorfolyamba. Az MTVA támogatta az anyanyelven éneklést a műsorban, viszont meghagyták a lehetőséget, hogy a győztes dalt az Eurovíziós Dalfesztiválra átírják egy másik nyelvre, azonban ez egyszer sem fordult elő. Minden A Dal-győztes úgy adta elő a versenydalát az Eurovíziós Dalfesztiválon, ahogy megnyerte a hazai válogatót.

## Kapcsolódó közvetítési adatok
| Év        | Rendező                                                | Kommentátor                                            | Pontbejelentő                                          | Csatorna                                               | Előválogató                                            |
| --------- | ------------------------------------------------------ | ------------------------------------------------------ | ------------------------------------------------------ | ------------------------------------------------------ | ------------------------------------------------------ |
| 1956–1964 | Magyarország nem vehetett részt és nem volt közvetítés | Magyarország nem vehetett részt és nem volt közvetítés | Magyarország nem vehetett részt és nem volt közvetítés | Magyarország nem vehetett részt és nem volt közvetítés | Magyarország nem vehetett részt és nem volt közvetítés |
| 1965      | Nápoly                                                 | N/A                                                    | Magyarország nem vehetett részt                        | MTV                                                    | Magyarország nem vehetett részt                        |
| 1966      | Luxembourg                                             | N/A                                                    | Magyarország nem vehetett részt                        | MTV                                                    | Magyarország nem vehetett részt                        |
| 1967      | Bécs                                                   | N/A                                                    | Magyarország nem vehetett részt                        | MTV                                                    | Magyarország nem vehetett részt                        |
| 1968      | London                                                 | N/A                                                    | Magyarország nem vehetett részt                        | MTV                                                    | Magyarország nem vehetett részt                        |
| 1969      | Madrid                                                 | N/A                                                    | Magyarország nem vehetett részt                        | MTV                                                    | Magyarország nem vehetett részt                        |
| 1970      | Amszterdam                                             | N/A                                                    | Magyarország nem vehetett részt                        | MTV                                                    | Magyarország nem vehetett részt                        |
| 1971      | Dublin                                                 | N/A                                                    | Magyarország nem vehetett részt                        | Műszaki kísérleti adás (Színes)                        | Magyarország nem vehetett részt                        |
| 1972      | Edinburgh                                              | N/A                                                    | Magyarország nem vehetett részt                        | MTV                                                    | Magyarország nem vehetett részt                        |
| 1973      | Luxembourg                                             | N/A                                                    | Magyarország nem vehetett részt                        | MTV                                                    | Magyarország nem vehetett részt                        |
| 1974      | Brighton                                               | N/A                                                    | Magyarország nem vehetett részt                        | 1. műsor                                               | Magyarország nem vehetett részt                        |
| 1975      | Stockholm                                              | N/A                                                    | Magyarország nem vehetett részt                        | 1. műsor                                               | Magyarország nem vehetett részt                        |
| 1976      | Hága                                                   | N/A                                                    | Magyarország nem vehetett részt                        | Petőfi Rádió                                           | Magyarország nem vehetett részt                        |
| 1977      | London                                                 | N/A                                                    | Magyarország nem vehetett részt                        | 2. műsor                                               | Magyarország nem vehetett részt                        |
| 1978      | Párizs                                                 | N/A                                                    | Magyarország nem vehetett részt                        | 2. műsor                                               | Magyarország nem vehetett részt                        |
| 1979–1980 | Magyarország nem vehetett részt és nem volt közvetítés | Magyarország nem vehetett részt és nem volt közvetítés | Magyarország nem vehetett részt és nem volt közvetítés | Magyarország nem vehetett részt és nem volt közvetítés | Magyarország nem vehetett részt és nem volt közvetítés |
| 1981      | Dublin                                                 | Sugár András                                           | Magyarország nem vehetett részt                        | MTV 2                                                  | Magyarország nem vehetett részt                        |
| 1982      | Harrogate                                              | N/A                                                    | Magyarország nem vehetett részt                        | MTV 1                                                  | Magyarország nem vehetett részt                        |
| 1983–1985 | Magyarország nem vehetett részt és nem volt közvetítés | Magyarország nem vehetett részt és nem volt közvetítés | Magyarország nem vehetett részt és nem volt közvetítés | Magyarország nem vehetett részt és nem volt közvetítés | Magyarország nem vehetett részt és nem volt közvetítés |
| 1986      | Bergen                                                 | Vágó István                                            | Magyarország nem vehetett részt                        | MTV 1                                                  | Magyarország nem vehetett részt                        |
| 1987      | Brüsszel                                               | Vágó István                                            | Magyarország nem vehetett részt                        | MTV 2                                                  | Magyarország nem vehetett részt                        |
| 1988      | Dublin                                                 | Vágó István                                            | Magyarország nem vehetett részt                        | MTV 2                                                  | Magyarország nem vehetett részt                        |
| 1989      | Lausanne                                               | Vágó István                                            | Magyarország nem vehetett részt                        | MTV 2                                                  | Magyarország nem vehetett részt                        |
| 1990      | Zágráb                                                 | Magyarország nem vehetett részt és nem volt közvetítés | Magyarország nem vehetett részt és nem volt közvetítés | Magyarország nem vehetett részt és nem volt közvetítés | Magyarország nem vehetett részt és nem volt közvetítés |
| 1991      | Róma                                                   | Vágó István                                            | Magyarország nem vehetett részt                        | MTV 1                                                  | Magyarország nem vehetett részt                        |
| 1992      | Malmö                                                  | Vágó István                                            | Magyarország nem vehetett részt                        | MTV 1                                                  | Magyarország nem vehetett részt                        |
| 1993      | Millstreet                                             | Vágó István                                            | Magyarország nem jutott ki a versenyre                 | MTV 1                                                  | belső kiválasztás                                      |
| 1994      | Dublin                                                 | Vágó István                                            | Bradányi Iván                                          | MTV 2                                                  | 1994-es Táncdalfesztivál                               |
| 1995      | Dublin                                                 | Vágó István                                            | Bogyay Katalin                                         | MTV 2                                                  | belső kiválasztás                                      |
| 1996      | Oslo                                                   | Vágó István                                            | Magyarország nem jutott ki a versenyre                 | MTV 2                                                  | A cél: Oslo                                            |
| 1997      | Dublin                                                 | Vágó István                                            | Albert Györgyi                                         | MTV 1                                                  | Eurovíziós dalverseny: Magyarországi előválogató       |
| 1998      | Birmingham                                             | Gundel Takács Gábor                                    | Héder Barna                                            | MTV 1                                                  | belső kiválasztás                                      |
| 1999–2004 | Magyarország nem vett részt és nem volt közvetítés     | Magyarország nem vett részt és nem volt közvetítés     | Magyarország nem vett részt és nem volt közvetítés     | Magyarország nem vett részt és nem volt közvetítés     | Magyarország nem vett részt és nem volt közvetítés     |
| 2005      | Kijev                                                  | Demcsák Zsuzsa, Fáber András és Szántó Dávid           | Demcsák Zsuzsa                                         | MTV                                                    | Eurovíziós Dalverseny: Nemzeti döntő                   |
| 2006      | Athén                                                  | Magyarország nem vett részt és nem volt közvetítés     | Magyarország nem vett részt és nem volt közvetítés     | Magyarország nem vett részt és nem volt közvetítés     | Magyarország nem vett részt és nem volt közvetítés     |
| 2007      | Helsinki                                               | Gundel Takács Gábor                                    | Novodomszky Éva                                        | M1                                                     | 2007-es Fonogram-díjkiosztó                            |
| 2008      | Belgrád                                                | Gundel Takács Gábor                                    | Novodomszky Éva                                        | M1                                                     | Eurovíziós Dalverseny 2008: Magyarországi döntő        |
| 2009      | Moszkva                                                | Gundel Takács Gábor                                    | Novodomszky Éva                                        | M1                                                     | belső kiválasztás                                      |
| 2010      | Oslo                                                   | Jeszenszky Zsolt                                       | Magyarország nem vett részt                            | Duna TV                                                | Magyarország nem vett részt                            |
| 2011      | Düsseldorf                                             | Gundel Takács Gábor                                    | Novodomszky Éva                                        | M1                                                     | belső kiválasztás                                      |
| 2012      | Baku                                                   | Gundel Takács Gábor                                    | Novodomszky Éva                                        | M1                                                     | A Dal 2012                                             |
| 2013      | Malmö                                                  | Gundel Takács Gábor                                    | Novodomszky Éva                                        | M1                                                     | A Dal 2013                                             |
| 2014      | Koppenhága                                             | Gundel Takács Gábor                                    | Novodomszky Éva                                        | M1                                                     | A Dal 2014                                             |
| 2015      | Bécs                                                   | Gundel Takács Gábor                                    | Tatár Csilla                                           | Duna                                                   | A Dal 2015                                             |
| 2016      | Stockholm                                              | Gundel Takács Gábor                                    | Tatár Csilla                                           | Duna                                                   | A Dal 2016                                             |
| 2017      | Kijev                                                  | Rátonyi Kriszta és Fehérvári Gábor Alfréd              | Tatár Csilla                                           | Duna                                                   | A Dal 2017                                             |
| 2018      | Lisszabon                                              | Rátonyi Kriszta és Fehérvári Gábor Alfréd              | Forró Bence                                            | Duna                                                   | A Dal 2018                                             |
| 2019      | Tel-Aviv                                               | Rátonyi Kriszta és Fehérvári Gábor Alfréd              | Forró Bence                                            | Duna                                                   | A Dal 2019                                             |
| 2021–     | Magyarország nem vett részt és nem volt közvetítés     | Magyarország nem vett részt és nem volt közvetítés     | Magyarország nem vett részt és nem volt közvetítés     | Magyarország nem vett részt és nem volt közvetítés     | Magyarország nem vett részt és nem volt közvetítés     |

### Nézettség a 2010-es években

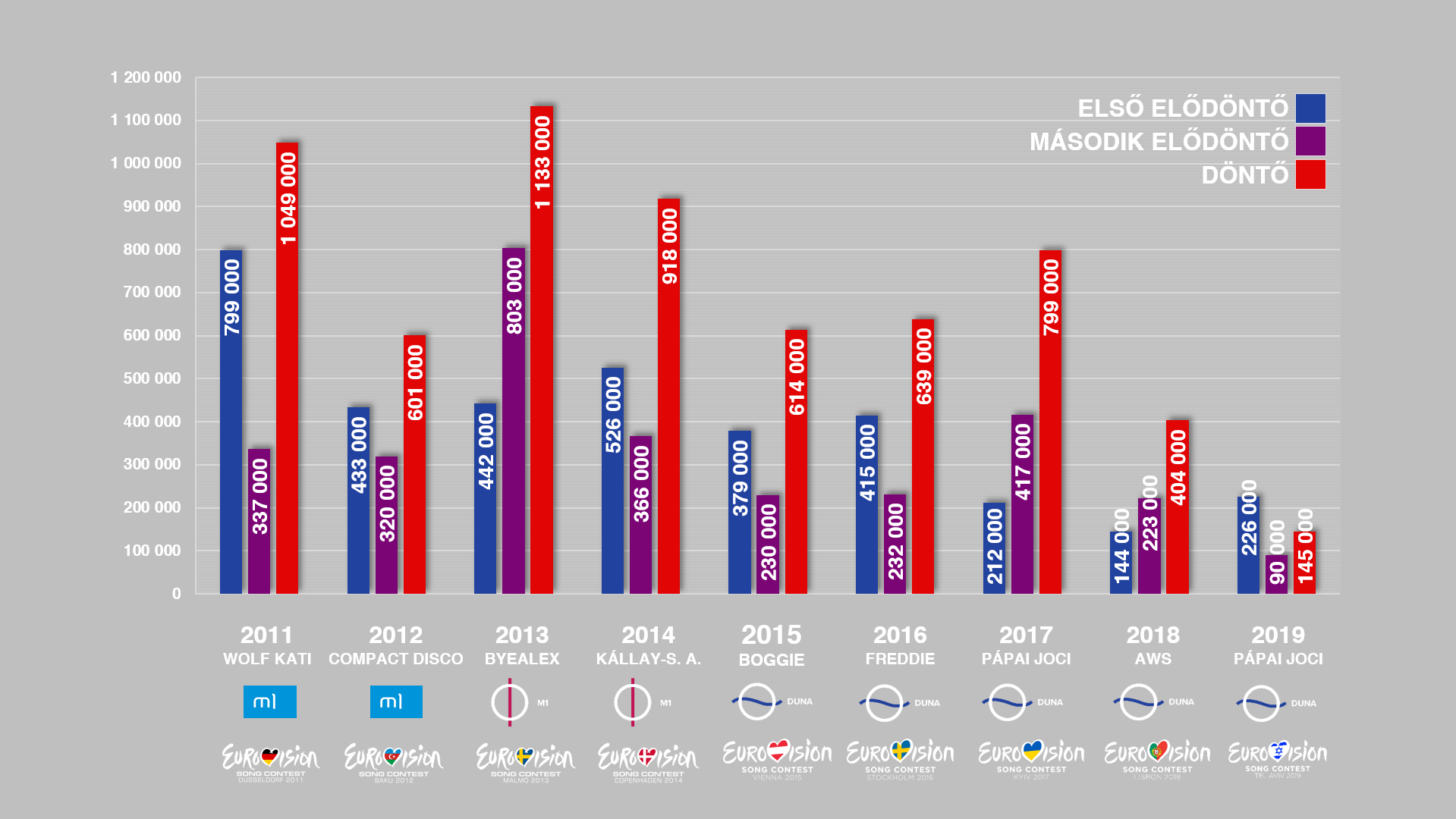
Az Eurovíziós Dalfesztiválok nézettsége Magyarországon 2011 és 2019 között – Teljes lakosság (4+) / AMR

2011-ben a teljes műsorfolyamot élőben, HD minőségben közvetítette az M1, Gundel Takács Gábor helyszíni kommentálásában. Az adásokat megelőzően Novodomszky Éva műsorvezetésével Visszaszámlálás címmel felvezető műsort vetítettek az első elődöntő, illetve a döntő előtt. Az utóbbiban médiatörténelmet írt a magyar televíziózás azzal, hogy a műsorral párhuzamosan, az RTL-en futó Csillag Születik című tehetségkutató műsorral összekapcsolták egy percre a két csatorna adását, melyben közösen szorítottak a magyar versenyzőért, Wolf Katiért. A közszolgálati televízió főadója az Eurovíziós Dalfesztivál rekordmagas nézettségével (1 049 000 fő, 30,2% közönségarány) az RTL 141 napja tartó főműsoridős, kereskedelmi célcsoportbeli dominanciájának is véget vetett, amely a kereskedelmi televíziózás 1997-es magyarországi elindulásától 2011-ig a leghosszabb „nyerő széria” volt.
2012-ben és 2013-ban a dalfesztivál adásait megelőzően az Elővízió című műsor szolgált felvezetésként. Mind a két évben sikerült több százezer nézőt megmozgatnia nemcsak a dalfesztivál közvetítéseinek, de hazai előválogató műsornak is, melynek adásait rendre 1 millióan követtek figyelemmel. A 2011 óta rendelkezésre álló részletes nézettségi adatok szerint 2013-ban volt az Eurovíziós Dalfesztivál döntője a legnézettebb Magyarországon – 1 133 000-en követték figyelemmel, ahogy ByeAlex tizedik lesz a malmői versenyen.
2014-ben az Elővízió a magyar érdekeltségű adásokat megelőzően került műsorra, a második elődöntő előtt egy áttekintést láthattak a nézők az Eurovíziós Dalfesztiválok történelméből. Ebben az évben is közel 1 millióan kapcsoltak az M1-re, valamint a magyar érdekeltségű első elődöntő 2011 óta a harmadik legnézettebb volt.
2015-ben Tatár Csilla műsorvezetésével jelentkezett a felvezető műsor az első elődöntő és a döntő előtt, azonban ekkor már a megújult Dunán. A dalfesztivál döntőjét valamivel többen nézték, mint 2012-ben. A következő évben a második elődöntő előtt ismételten egy válogatást tűztek műsorra, majd 2017-ben minden adás felvezetéseként az Elővízió szolgált, a kommentátori állásból innentől Fehérvári Gábor Alfréd és Rátonyi Kriszta jelentkeztek. 2018-ban és 2019-ben megújult névvel, Hangolódjunk az Eurovízióra címmel jelentkezett a felvezető műsor, az új hazai műsorvezető Forró Bence lett. Az Eurovíziós Dalfesztivál nézettsége 2016-tól kezdődően változó volt, de általánosan kijelenthető, hogy csökkenő tendenciát mutatott, ahogy vele párhuzamosan A Dal című nemzeti válogatóműsor is. 2017-ben Pápai Joci a kijevi döntőben ért el kiemelkedő eredményt, amit mintegy 800 000-en követtek figyelemmel. A 2018-as Eurovíziós Dalfesztivál döntője már csak az előző évi nézőszám felét érte el, azonban így is többen nézték, mint A Dal adásait. 2019-ben érte el a verseny közvetítése a magyarországi mélypontját az évtizedben, ugyanis magyar előadó hiányában alig 145 000-en nézték meg a tel-avivi döntőt.
A 2010-es évek dalfesztiváljainak magyarországi nézettségi adataiból látható, hogy a magyar érdekeltségű elődöntőket követték inkább figyelemmel a nézők, valamint a döntőt is csak akkor nézték végig tömegek, ha abban szerepelt a hazai versenyző is. Emellett fontos tényező volt az is, hogy mennyire kapott kellő mennyiségű médiamegjelenést és sajtóreklámot az énekes, valamint mennyire volt ismert és közkedvelt – mennyire jutott el a nézőkhöz, hogy ki képviseli Magyarországot a versenyen.

## Szavazástörténet

### Magyarország kapott pontjai az Eurovíziós Dalfesztiválok döntőiben
2016-tól az első oszlop a zsűritől, a második oszlop pedig a közönségtől kapott pontokat mutatja. Magyarország a dalfesztiválok döntőiben eddig összesen tizenkétszer kapott maximális 12 pontot; 1994-ben Finnországtól, Írországtól, Lengyelországtól és Svédországtól; 2007-ben Szerbiától; 2011-ben Finnországtól; 2013-ban Németországtól, 2014-ben Montenegrótól, 2017-ben a szakmai zsűriknél Horvátországtól, illetve a közönségnél szintén Horvátországtól és Szerbiától, 2018-ban a közönségnél Szerbiától.
| #         | Ország                | Magyarország kapott pontjai az Eurovíziós Dalfesztiválok döntőiben | Magyarország kapott pontjai az Eurovíziós Dalfesztiválok döntőiben | Magyarország kapott pontjai az Eurovíziós Dalfesztiválok döntőiben | Magyarország kapott pontjai az Eurovíziós Dalfesztiválok döntőiben | Magyarország kapott pontjai az Eurovíziós Dalfesztiválok döntőiben | Magyarország kapott pontjai az Eurovíziós Dalfesztiválok döntőiben | Magyarország kapott pontjai az Eurovíziós Dalfesztiválok döntőiben | Magyarország kapott pontjai az Eurovíziós Dalfesztiválok döntőiben | Magyarország kapott pontjai az Eurovíziós Dalfesztiválok döntőiben | Magyarország kapott pontjai az Eurovíziós Dalfesztiválok döntőiben | Magyarország kapott pontjai az Eurovíziós Dalfesztiválok döntőiben | Magyarország kapott pontjai az Eurovíziós Dalfesztiválok döntőiben | Magyarország kapott pontjai az Eurovíziós Dalfesztiválok döntőiben | Magyarország kapott pontjai az Eurovíziós Dalfesztiválok döntőiben | Magyarország kapott pontjai az Eurovíziós Dalfesztiválok döntőiben | Magyarország kapott pontjai az Eurovíziós Dalfesztiválok döntőiben | Magyarország kapott pontjai az Eurovíziós Dalfesztiválok döntőiben | Összesen |
| #         | Ország                | 1994                                                               | 1995                                                               | 1997                                                               | 1998                                                               | 2005                                                               | 2007                                                               | 2011                                                               | 2012                                                               | 2013                                                               | 2014                                                               | 2015                                                               | 2016                                                               | 2016                                                               | 2017                                                               | 2017                                                               | 2018                                                               | 2018                                                               | Összesen |
| --------- | --------------------- | ------------------------------------------------------------------ | ------------------------------------------------------------------ | ------------------------------------------------------------------ | ------------------------------------------------------------------ | ------------------------------------------------------------------ | ------------------------------------------------------------------ | ------------------------------------------------------------------ | ------------------------------------------------------------------ | ------------------------------------------------------------------ | ------------------------------------------------------------------ | ------------------------------------------------------------------ | ------------------------------------------------------------------ | ------------------------------------------------------------------ | ------------------------------------------------------------------ | ------------------------------------------------------------------ | ------------------------------------------------------------------ | ------------------------------------------------------------------ | -------- |
| 1.        | Szerbia               |                                                                    |                                                                    |                                                                    |                                                                    |                                                                    | 12                                                                 | 8                                                                  | 2                                                                  | 2                                                                  |                                                                    |                                                                    |                                                                    | 10                                                                 | 10                                                                 | 12                                                                 |                                                                    | 12                                                                 | 68       |
| 2.        | Románia               | 2                                                                  |                                                                    |                                                                    | 1                                                                  | 8                                                                  | 8                                                                  | 7                                                                  | 7                                                                  |                                                                    | 10                                                                 | 4                                                                  |                                                                    |                                                                    |                                                                    | 10                                                                 |                                                                    | 10                                                                 | 67       |
| 3.        | Finnország            | 12                                                                 |                                                                    |                                                                    |                                                                    |                                                                    | 10                                                                 | 12                                                                 |                                                                    | 10                                                                 | 5                                                                  |                                                                    |                                                                    |                                                                    |                                                                    | 4                                                                  |                                                                    | 8                                                                  | 61       |
| 4.        | Horvátország          | 5                                                                  |                                                                    | 2                                                                  |                                                                    | 6                                                                  | 4                                                                  |                                                                    |                                                                    | 4                                                                  |                                                                    |                                                                    | 5                                                                  | 3                                                                  | 12                                                                 | 12                                                                 |                                                                    |                                                                    | 53       |
| 5.        | Lengyelország         | 12                                                                 |                                                                    | 5                                                                  |                                                                    | 10                                                                 | 2                                                                  |                                                                    |                                                                    |                                                                    |                                                                    |                                                                    |                                                                    | 6                                                                  |                                                                    | 5                                                                  | 3                                                                  | 7                                                                  | 50       |
| 6.        | Észtország            | 4                                                                  |                                                                    | 5                                                                  |                                                                    | 3                                                                  | 4                                                                  |                                                                    |                                                                    | 4                                                                  | 7                                                                  | 8                                                                  |                                                                    |                                                                    | 1                                                                  | 8                                                                  |                                                                    | 3                                                                  | 47       |
| 7.        | Izland                | 10                                                                 |                                                                    | 5                                                                  |                                                                    | 6                                                                  | 8                                                                  | 5                                                                  |                                                                    |                                                                    | 6                                                                  |                                                                    |                                                                    |                                                                    | 4                                                                  | 2                                                                  |                                                                    |                                                                    | 46       |
| 8.        | Azerbajdzsán          |                                                                    |                                                                    |                                                                    |                                                                    |                                                                    |                                                                    | 2                                                                  |                                                                    |                                                                    | 8                                                                  |                                                                    | 4                                                                  | 7                                                                  |                                                                    | 7                                                                  | 8                                                                  |                                                                    | 36       |
| 8.        | Svédország            | 12                                                                 |                                                                    |                                                                    |                                                                    |                                                                    | 8                                                                  | 5                                                                  |                                                                    |                                                                    | 7                                                                  |                                                                    |                                                                    |                                                                    |                                                                    | 4                                                                  |                                                                    |                                                                    | 36       |
| 10.       | Hollandia             | 10                                                                 |                                                                    |                                                                    |                                                                    |                                                                    | 4                                                                  |                                                                    |                                                                    | 7                                                                  | 4                                                                  |                                                                    |                                                                    |                                                                    |                                                                    | 6                                                                  |                                                                    | 2                                                                  | 33       |
| 10.       | Németország           | 7                                                                  |                                                                    |                                                                    |                                                                    |                                                                    | 7                                                                  |                                                                    |                                                                    | 12                                                                 |                                                                    | 1                                                                  |                                                                    |                                                                    | 1                                                                  | 3                                                                  |                                                                    | 2                                                                  | 33       |
| 12.       | Ausztria              | 8                                                                  |                                                                    |                                                                    |                                                                    |                                                                    | 2                                                                  | 2                                                                  |                                                                    |                                                                    | 7                                                                  |                                                                    |                                                                    |                                                                    | 5                                                                  | 5                                                                  |                                                                    | 3                                                                  | 32       |
| 12.       | Montenegró            |                                                                    |                                                                    |                                                                    |                                                                    |                                                                    |                                                                    |                                                                    |                                                                    |                                                                    | 12                                                                 |                                                                    | 7                                                                  | 3                                                                  |                                                                    | 7                                                                  |                                                                    | 3                                                                  | 32       |
| 14.       | Albánia               |                                                                    |                                                                    |                                                                    |                                                                    |                                                                    |                                                                    |                                                                    |                                                                    | 8                                                                  | 8                                                                  |                                                                    | 1                                                                  | 1                                                                  |                                                                    | 6                                                                  |                                                                    |                                                                    | 24       |
| 14.       | Írország              | 12                                                                 |                                                                    | 4                                                                  |                                                                    |                                                                    | 5                                                                  |                                                                    |                                                                    |                                                                    | 1                                                                  |                                                                    |                                                                    |                                                                    |                                                                    | 2                                                                  |                                                                    |                                                                    | 24       |
| 14.       | Norvégia              | 8                                                                  |                                                                    |                                                                    | 2                                                                  |                                                                    | 8                                                                  |                                                                    |                                                                    | 2                                                                  |                                                                    |                                                                    |                                                                    |                                                                    |                                                                    | 4                                                                  |                                                                    |                                                                    | 24       |
| 14.       | San Marino            |                                                                    |                                                                    |                                                                    |                                                                    |                                                                    |                                                                    |                                                                    |                                                                    | 6                                                                  | 7                                                                  | 4                                                                  | 2                                                                  | 1                                                                  |                                                                    | 4                                                                  |                                                                    |                                                                    | 24       |
| 14.       | Spanyolország         |                                                                    | 1                                                                  |                                                                    |                                                                    | 5                                                                  |                                                                    | 6                                                                  |                                                                    |                                                                    | 2                                                                  |                                                                    | 10                                                                 |                                                                    |                                                                    |                                                                    |                                                                    |                                                                    | 24       |
| 14.       | Ukrajna               |                                                                    |                                                                    |                                                                    |                                                                    | 2                                                                  |                                                                    | 4                                                                  |                                                                    |                                                                    | 3                                                                  |                                                                    | 2                                                                  |                                                                    | 8                                                                  | 4                                                                  |                                                                    | 1                                                                  | 24       |
| 20.       | Franciaország         | 7                                                                  |                                                                    | 5                                                                  | 1                                                                  | 3                                                                  |                                                                    | 2                                                                  |                                                                    |                                                                    |                                                                    | 1                                                                  |                                                                    |                                                                    |                                                                    | 2                                                                  |                                                                    | 2                                                                  | 23       |
| 20.       | Svájc                 | 4                                                                  |                                                                    |                                                                    |                                                                    |                                                                    |                                                                    |                                                                    |                                                                    | 10                                                                 | 1                                                                  |                                                                    |                                                                    |                                                                    | 3                                                                  | 5                                                                  |                                                                    |                                                                    | 23       |
| 22.       | Görögország           |                                                                    |                                                                    |                                                                    |                                                                    | 2                                                                  |                                                                    |                                                                    |                                                                    | 2                                                                  | 6                                                                  |                                                                    | 3                                                                  | 2                                                                  |                                                                    |                                                                    | 6                                                                  |                                                                    | 21       |
| 23.       | Fehéroroszország      |                                                                    |                                                                    |                                                                    |                                                                    | 2                                                                  |                                                                    |                                                                    |                                                                    |                                                                    | 5                                                                  |                                                                    |                                                                    | 3                                                                  |                                                                    | 8                                                                  |                                                                    | 2                                                                  | 20       |
| 24.       | Ciprus                |                                                                    |                                                                    |                                                                    |                                                                    | 7                                                                  |                                                                    |                                                                    |                                                                    |                                                                    |                                                                    |                                                                    | 4                                                                  | 4                                                                  |                                                                    |                                                                    | 4                                                                  |                                                                    | 19       |
| 24.       | Csehország            |                                                                    |                                                                    |                                                                    |                                                                    |                                                                    | 3                                                                  |                                                                    |                                                                    |                                                                    |                                                                    | 1                                                                  | 10                                                                 | 3                                                                  |                                                                    |                                                                    | 2                                                                  |                                                                    | 19       |
| 24.       | Izrael                |                                                                    |                                                                    |                                                                    |                                                                    | 8                                                                  |                                                                    |                                                                    |                                                                    |                                                                    | 7                                                                  |                                                                    |                                                                    |                                                                    |                                                                    | 1                                                                  | 3                                                                  |                                                                    | 19       |
| 27.       | Bulgária              |                                                                    |                                                                    |                                                                    |                                                                    | 5                                                                  |                                                                    |                                                                    |                                                                    | 6                                                                  |                                                                    |                                                                    |                                                                    |                                                                    |                                                                    | 6                                                                  |                                                                    |                                                                    | 17       |
| 28.       | Egyesült Királyság    | 2                                                                  |                                                                    | 8                                                                  |                                                                    |                                                                    | 2                                                                  |                                                                    |                                                                    | 3                                                                  |                                                                    |                                                                    |                                                                    |                                                                    |                                                                    | 1                                                                  |                                                                    |                                                                    | 16       |
| 28.       | Szlovénia             |                                                                    |                                                                    |                                                                    |                                                                    |                                                                    | 5                                                                  |                                                                    |                                                                    |                                                                    |                                                                    |                                                                    | 3                                                                  |                                                                    |                                                                    | 5                                                                  |                                                                    | 3                                                                  | 16       |
| 30.       | Belgium               |                                                                    |                                                                    |                                                                    |                                                                    | 2                                                                  | 5                                                                  |                                                                    |                                                                    |                                                                    | 7                                                                  |                                                                    |                                                                    |                                                                    |                                                                    | 1                                                                  |                                                                    |                                                                    | 15       |
| 30.       | Litvánia              |                                                                    |                                                                    |                                                                    |                                                                    |                                                                    | 4                                                                  |                                                                    |                                                                    | 5                                                                  |                                                                    |                                                                    |                                                                    | 2                                                                  |                                                                    | 2                                                                  | 2                                                                  |                                                                    | 15       |
| 30.       | Oroszország           | 3                                                                  | 2                                                                  |                                                                    |                                                                    | 3                                                                  |                                                                    |                                                                    |                                                                    |                                                                    | 6                                                                  |                                                                    | 1                                                                  |                                                                    |                                                                    |                                                                    |                                                                    |                                                                    | 15       |
| 33.       | Dánia                 |                                                                    |                                                                    |                                                                    |                                                                    |                                                                    | 8                                                                  |                                                                    |                                                                    |                                                                    | 3                                                                  |                                                                    |                                                                    |                                                                    |                                                                    | 3                                                                  |                                                                    |                                                                    | 14       |
| 33.       | Észak-Macedónia       |                                                                    |                                                                    |                                                                    |                                                                    | 1                                                                  |                                                                    |                                                                    |                                                                    |                                                                    | 10                                                                 |                                                                    |                                                                    |                                                                    |                                                                    | 3                                                                  |                                                                    |                                                                    | 14       |
| 35.       | Málta                 |                                                                    |                                                                    | 2                                                                  |                                                                    |                                                                    | 1                                                                  |                                                                    |                                                                    |                                                                    |                                                                    |                                                                    |                                                                    | 5                                                                  | 3                                                                  | 2                                                                  |                                                                    |                                                                    | 13       |
| 35.       | Portugália            | 1                                                                  |                                                                    |                                                                    |                                                                    | 2                                                                  | 2                                                                  |                                                                    |                                                                    |                                                                    | 6                                                                  |                                                                    |                                                                    |                                                                    |                                                                    | 2                                                                  |                                                                    |                                                                    | 13       |
| 37.       | Andorra               |                                                                    |                                                                    |                                                                    |                                                                    | 6                                                                  | 6                                                                  |                                                                    |                                                                    |                                                                    |                                                                    |                                                                    |                                                                    |                                                                    |                                                                    |                                                                    |                                                                    |                                                                    | 12       |
| 38.       | Lettország            |                                                                    |                                                                    |                                                                    |                                                                    | 3                                                                  | 5                                                                  |                                                                    |                                                                    |                                                                    | 1                                                                  |                                                                    |                                                                    |                                                                    |                                                                    | 2                                                                  |                                                                    |                                                                    | 11       |
| 39.       | Törökország           |                                                                    |                                                                    | 3                                                                  |                                                                    | 6                                                                  |                                                                    |                                                                    | 1                                                                  |                                                                    |                                                                    |                                                                    |                                                                    |                                                                    |                                                                    |                                                                    |                                                                    |                                                                    | 10       |
| 40.       | Moldova               |                                                                    |                                                                    |                                                                    |                                                                    |                                                                    |                                                                    |                                                                    | 1                                                                  |                                                                    | 4                                                                  |                                                                    |                                                                    |                                                                    | 1                                                                  |                                                                    |                                                                    | 2                                                                  | 8        |
| 40.       | Örményország          |                                                                    |                                                                    |                                                                    |                                                                    |                                                                    |                                                                    |                                                                    |                                                                    |                                                                    |                                                                    |                                                                    |                                                                    | 3                                                                  |                                                                    |                                                                    |                                                                    | 5                                                                  | 8        |
| 40.       | Szlovákia             |                                                                    |                                                                    |                                                                    |                                                                    |                                                                    |                                                                    |                                                                    | 8                                                                  |                                                                    |                                                                    |                                                                    |                                                                    |                                                                    |                                                                    |                                                                    |                                                                    |                                                                    | 8        |
| 43.       | Grúzia                |                                                                    |                                                                    |                                                                    |                                                                    |                                                                    | 5                                                                  |                                                                    |                                                                    |                                                                    |                                                                    |                                                                    |                                                                    | 2                                                                  |                                                                    |                                                                    |                                                                    |                                                                    | 7        |
| 43.       | Olaszország           |                                                                    |                                                                    |                                                                    |                                                                    |                                                                    |                                                                    |                                                                    |                                                                    | 3                                                                  |                                                                    |                                                                    |                                                                    |                                                                    |                                                                    | 4                                                                  |                                                                    |                                                                    | 7        |
| 45.       | Szerbia és Montenegró |                                                                    |                                                                    |                                                                    |                                                                    | 6                                                                  |                                                                    |                                                                    |                                                                    |                                                                    |                                                                    |                                                                    |                                                                    |                                                                    |                                                                    |                                                                    |                                                                    |                                                                    | 6        |
| 46.       | Bosznia-Hercegovina   | 3                                                                  |                                                                    |                                                                    |                                                                    | 1                                                                  |                                                                    |                                                                    |                                                                    |                                                                    |                                                                    |                                                                    |                                                                    | 1                                                                  |                                                                    |                                                                    |                                                                    |                                                                    | 5        |
| 47.       | Ausztrália            |                                                                    |                                                                    |                                                                    |                                                                    |                                                                    |                                                                    |                                                                    |                                                                    |                                                                    |                                                                    |                                                                    |                                                                    |                                                                    |                                                                    |                                                                    |                                                                    |                                                                    | 0        |
| 47.       | Monaco                |                                                                    |                                                                    |                                                                    |                                                                    |                                                                    |                                                                    |                                                                    |                                                                    |                                                                    |                                                                    |                                                                    |                                                                    |                                                                    |                                                                    |                                                                    |                                                                    |                                                                    | 0        |
| Összesen: | Összesen:             | 122                                                                | 3                                                                  | 39                                                                 | 4                                                                  | 97                                                                 | 128                                                                | 53                                                                 | 19                                                                 | 84                                                                 | 143                                                                | 19                                                                 | 52                                                                 | 56                                                                 | 48                                                                 | 152                                                                | 28                                                                 | 65                                                                 |          |

### A Magyarország által adott pontok az Eurovíziós Dalfesztiválok döntőiben
2016-tól az első sor a zsűri, a második sor pedig a közönség által adott pontokat mutatja. Magyarország az Eurovíziós Dalfesztiválok döntőiben eddig csak Montenegrónak és Szlovákiának nem adott egyetlen pontot sem.
| Pontszám | A Magyarország által adott pontok az Eurovíziós Dalfesztiválok döntőiben | A Magyarország által adott pontok az Eurovíziós Dalfesztiválok döntőiben | A Magyarország által adott pontok az Eurovíziós Dalfesztiválok döntőiben | A Magyarország által adott pontok az Eurovíziós Dalfesztiválok döntőiben | A Magyarország által adott pontok az Eurovíziós Dalfesztiválok döntőiben | A Magyarország által adott pontok az Eurovíziós Dalfesztiválok döntőiben |
| Pontszám | 1994                                                                     | 1995                                                                     | 1997                                                                     | 1998                                                                     | 2005                                                                     | 2007                                                                     |
| -------- | ------------------------------------------------------------------------ | ------------------------------------------------------------------------ | ------------------------------------------------------------------------ | ------------------------------------------------------------------------ | ------------------------------------------------------------------------ | ------------------------------------------------------------------------ |
| 12 pont  | Wir geben ’ne Party                                                      | Sti fotia                                                                | Love Shine a Light                                                       | Hemel en aarde                                                           | My Number One                                                            | Molitva                                                                  |
| 10 pont  | Rock ’n’ Roll Kids                                                       | Il me donne rendez-vous                                                  | Sin rencor                                                               | Where Are You?                                                           | Let Me Try                                                               | Water                                                                    |
| 8 pont   | To nie ja                                                                | Prisluhni mi                                                             | Mysterious Woman                                                         | Kärleken är                                                              | Hasheket Shenish’ar                                                      | Liubi, liubi, I Love You                                                 |
| 7 pont   | Chamar a música                                                          | Love City Groove                                                         | Ale jestem                                                               | The One That I Love                                                      | Vukovi umiru sami                                                        | Yassou, Maria                                                            |
| 6 pont   | Vechny strannik                                                          | Nocturne                                                                 | Dinle                                                                    | Is Always Over Now?                                                      | Talking to You                                                           | Song #1                                                                  |
| 5 pont   | Duett                                                                    | Amen                                                                     | One Step                                                                 | Alltid sommer                                                            | Angel                                                                    | Fight                                                                    |
| 4 pont   | To trehandiri                                                            | Die Welt dreht sich verkehrt                                             | Keelatud maa                                                             | Mere lapsed                                                              | Bunica bate toba                                                         | Work Your Magic                                                          |
| 3 pont   | Lonely Symphony (We Will Be Free)                                        | Fra Mols til Skagen                                                      | Fiumi di parole                                                          | Dis oui                                                                  | Cool Vibes                                                               | Dancing Lasha Tumbai                                                     |
| 2 pont   | Stjärnorna                                                               | Vuelve conmigo                                                           | Sentiments songes                                                        | To takie proste                                                          | Zauvijek moja                                                            | Visionary Dream                                                          |
| 1 pont   | Ostani kraj mene                                                         | Sama                                                                     | Zeit                                                                     | Genesis                                                                  | The War Is Not Over                                                      | Shake It Up Şekerim                                                      |
| Pontszám | 2008                                                                     | 2009                                                                     | 2011                                                                     | 2012                                                                     | 2013                                                                     | 2014                                                                     |
| 12 pont  | Day After Day                                                            | Fairytale                                                                | Coming Home                                                              | Euphoria                                                                 | Hold Me                                                                  | Calm After the Storm                                                     |
| 10 pont  | Believe                                                                  | Always                                                                   | Popular                                                                  | Standing Still                                                           | Only Teardrops                                                           | Rise Like a Phoenix                                                      |
| 8 pont   | Secret Combination                                                       | Be My Valentine! (Anti-Crisis Girl)                                      | Watch My Dance                                                           | Suus                                                                     | Tomorrow                                                                 | Undo                                                                     |
| 7 pont   | Oro                                                                      | Is It True?                                                              | Running Scared                                                           | Party for Everybody                                                      | Gravity                                                                  | Not Alone                                                                |
| 6 pont   | Shady Lady                                                               | Rändajad                                                                 | No One                                                                   | Never Forget                                                             | Ég á líf                                                                 | Something Better                                                         |
| 5 pont   | Deli                                                                     | Düm tek tek                                                              | One More Day                                                             | L’amore è femmina (Out of Love)                                          | Birds                                                                    | No Prejudice                                                             |
| 4 pont   | Hold On Be Strong                                                        | This Is Our Night                                                        | Madness of Love                                                          | Nije ljubav stvar                                                        | Love Kills                                                               | Maybe                                                                    |
| 3 pont   | The Fire in Your Eyes                                                    | Believe Again                                                            | Get You                                                                  | Love Me Back                                                             | Lonely Planet                                                            | My Słowianie – We Are Slavic                                             |
| 2 pont   | All Night Long                                                           | Carry Me In Your Dreams                                                  | The Secret Is Love                                                       | Lăutar                                                                   | I Feed You My Love                                                       | Tick-Tock                                                                |
| 1 pont   | Hero                                                                     | It’s My Time                                                             | Change                                                                   | Quédate conmigo                                                          | Alcohol Is Free                                                          | Hunter of Stars                                                          |
| Pontszám | 2015                                                                     | 2016                                                                     | 2017                                                                     | 2018                                                                     | 2019                                                                     |                                                                          |
| 12 pont  | Rhythm Inside                                                            | Sound of Silence                                                         | Amar pelos dois                                                          | Higher Ground                                                            | Friend of a Friend                                                       |                                                                          |
| 12 pont  | Rhythm Inside                                                            | 1944                                                                     | Beautiful Mess                                                           | Higher Ground                                                            | Hatrið mun sigra                                                         |                                                                          |
| 10 pont  | Heroes                                                                   | Walk on Water                                                            | Beautiful Mess                                                           | Mall                                                                     | Proud                                                                    |                                                                          |
| 10 pont  | Heroes                                                                   | You Are the Only One                                                     | Hey Mamma                                                                | Toy                                                                      | Spirit in the Sky                                                        |                                                                          |
| 8 pont   | Tonight Again                                                            | Heartbeat                                                                | Lights and Shadows                                                       | Nobody but You                                                           | Like It                                                                  |                                                                          |
| 8 pont   | Tonight Again                                                            | Color of Your Life                                                       | City Lights                                                              | Lie to Me                                                                | Arcade                                                                   |                                                                          |
| 7 pont   | Goodbye to Yesterday                                                     | Miracle                                                                  | Don’t Come Easy                                                          | We Got Love                                                              | Soldi                                                                    |                                                                          |
| 7 pont   | Goodbye to Yesterday                                                     | If I Were Sorry                                                          | Amar pelos dois                                                          | Fuego                                                                    | Scream                                                                   |                                                                          |
| 6 pont   | A Million Voices                                                         | Slow Down                                                                | Grab the Moment                                                          | Toy                                                                      | Love Is Forever                                                          |                                                                          |
| 6 pont   | A Million Voices                                                         | Loin d’ici                                                               | Yodel It!                                                                | Non mi avete fatto niente                                                | Say Na Na Na                                                             |                                                                          |
| 5 pont   | Love Injected                                                            | Say Yay!                                                                 | Where I Am                                                               | When We’re Old                                                           | Truth                                                                    |                                                                          |
| 5 pont   | Love Injected                                                            | Alter Ego                                                                | My Friend                                                                | That’s How You Write a Song                                              | She Got Me                                                               |                                                                          |
| 4 pont   | A Monster Like Me                                                        | If I Were Sorry                                                          | Skeletons                                                                | Outlaw in ’Em                                                            | Too Late for Love                                                        |                                                                          |
| 4 pont   | A Monster Like Me                                                        | If Love Was a Crime                                                      | Occidentali’s Karma                                                      | Outlaw in ’Em                                                            | Soldi                                                                    |                                                                          |
| 3 pont   | Warrior                                                                  | I’ve Been Waiting for This Night                                         | Never Give Up on You                                                     | Together                                                                 | She Got Me                                                               |                                                                          |
| 3 pont   | Warrior                                                                  | Sound of Silence                                                         | I Can’t Go On                                                            | Nobody but You                                                           | Sebi                                                                     |                                                                          |
| 2 pont   | Grande amore                                                             | I Stand                                                                  | Fly with Me                                                              | That’s How You Write a Song                                              | Bigger than Us                                                           |                                                                          |
| 2 pont   | Grande amore                                                             | Slow Down                                                                | Gravity                                                                  | My Lucky Day                                                             | Truth                                                                    |                                                                          |
| 1 pont   | De la capăt                                                              | LoveWave                                                                 | I Can’t Go On                                                            | Dance You Off                                                            | Arcade                                                                   |                                                                          |
| 1 pont   | De la capăt                                                              | J’ai cherché                                                             | Requiem                                                                  | You Let Me Walk Alone                                                    | Roi                                                                      |                                                                          |

### A magyar szakmai zsűri tagjai
A 2012 előtti évekből nem állnak rendelkezésre információk, hogy kik voltak a szakmai zsűri tagjai Magyarországon. 2012-ben az öttagú zsűri két tagja volt Balázs Fecó és Orbán Tamás. 2013-ban, amikor még nem közölték a zsűritagok részletes szavazásának eredményét, akkor Balázs Fecó, Jeney Erzsébet, Kiss Áron Ádám, Rakonczai Viktor és Rúzsa Magdi látta el ezeket a feladatokat.
| Év                    | Zsűritagok              | Az elődöntőben első helyezettnek értékelt dal | A döntőben első helyezettnek értékelt dal | A magyar zsűri első helyezettje az elődöntőben | A magyar zsűri első helyezettje a döntőben |
| --------------------- | ----------------------- | --------------------------------------------- | ----------------------------------------- | ---------------------------------------------- | ------------------------------------------ |
| 2014                  |                         |                                               |                                           |                                                |                                            |
| Palásti Kovács Zoltán | Calm After the Storm    | Something Better                              | Calm After the Storm                      | Calm After the Storm                           |                                            |
| Kovács Kati           | Calm After the Storm    | Calm After the Storm                          | Calm After the Storm                      | Calm After the Storm                           |                                            |
| Náksi Attila          | Calm After the Storm    | No Prejudice                                  | Calm After the Storm                      | Calm After the Storm                           |                                            |
| Dorozsmai Péter       | Calm After the Storm    | Calm After the Storm                          | Calm After the Storm                      | Calm After the Storm                           |                                            |
| Tóth Vera             | Start a Fire            | Start a Fire                                  | Calm After the Storm                      | Calm After the Storm                           |                                            |
|                       |                         |                                               |                                           |                                                |                                            |
| 2015                  |                         |                                               |                                           |                                                |                                            |
| Pierrot               | The Way You Are         | Love Injected                                 | Rhythm Inside                             | Love Injected                                  |                                            |
| Milkovics Mátyás      | Warrior                 | Love Injected                                 | Rhythm Inside                             | Love Injected                                  |                                            |
| Odett                 | Rhythm Inside           | Rhythm Inside                                 | Rhythm Inside                             | Love Injected                                  |                                            |
| Hrutka Róbert         | A Million Voices        | A Million Voices                              | Rhythm Inside                             | Love Injected                                  |                                            |
| Fábián Juli           | Walk Along              | Heroes                                        | Rhythm Inside                             | Love Injected                                  |                                            |
|                       |                         |                                               |                                           |                                                |                                            |
| 2016                  |                         |                                               |                                           |                                                |                                            |
| Frenreisz Károly      | Walk on Water           | Say Yay!                                      | Walk on Water                             | Sound of Silence                               |                                            |
| Lotfi Begi            | Miracle                 | Miracle                                       | Walk on Water                             | Sound of Silence                               |                                            |
| Novák Péter           | Walk on Water           | Sound of Silence                              | Walk on Water                             | Sound of Silence                               |                                            |
| Rakonczai Viktor      | Miracle                 | I’ve Been Waiting for This Night              | Walk on Water                             | Sound of Silence                               |                                            |
| Wolf Kati             | I Stand                 | I Stand                                       | Walk on Water                             | Sound of Silence                               |                                            |
|                       |                         |                                               |                                           |                                                |                                            |
| 2017                  |                         |                                               |                                           |                                                |                                            |
| Caramel               | Beautiful Mess          | Beautiful Mess                                | Beautiful Mess                            | Amar pelos dois                                |                                            |
| Závodi Gábor          | Beautiful Mess          | Amar pelos dois                               | Beautiful Mess                            | Amar pelos dois                                |                                            |
| Várallyay Petra       | Where I Am              | Grab the Moment                               | Beautiful Mess                            | Amar pelos dois                                |                                            |
| Király Viktor         | Running on Air          | Amar pelos dois                               | Beautiful Mess                            | Amar pelos dois                                |                                            |
| Zséda                 | Lights and Shadows      | Amar pelos dois                               | Beautiful Mess                            | Amar pelos dois                                |                                            |
|                       |                         |                                               |                                           |                                                |                                            |
| 2018                  |                         |                                               |                                           |                                                |                                            |
| Karácsony James       | Outlaw in ’Em           | Higher Ground                                 | Goodbye                                   | Higher Ground                                  |                                            |
| Bolyki Balázs         | We Got Love             | Higher Ground                                 | Goodbye                                   | Higher Ground                                  |                                            |
| Szandi                | Goodbye                 | Mall                                          | Goodbye                                   | Higher Ground                                  |                                            |
| Vincze Lilla          | We Got Love             | Higher Ground                                 | Goodbye                                   | Higher Ground                                  |                                            |
| Szabó Zé              | Goodbye                 | Nobody but You                                | Goodbye                                   | Higher Ground                                  |                                            |
|                       |                         |                                               |                                           |                                                |                                            |
| 2019                  |                         |                                               |                                           |                                                |                                            |
| Borcsik Attila Izil   | Fire of Love (Pali się) | Hatrið mun sigra                              | Like It                                   | Friend of a Friend                             |                                            |
| Patkó Béla Kiki       | Friend of a Friend      | Too Late for Love                             | Like It                                   | Friend of a Friend                             |                                            |
| Szepesi Mátyás        | Like It                 | Proud                                         | Like It                                   | Friend of a Friend                             |                                            |
| Iván Alexandra        | Friend of a Friend      | Friend of a Friend                            | Like It                                   | Friend of a Friend                             |                                            |
| Lola                  | Like It                 | Proud                                         | Like It                                   | Friend of a Friend                             |                                            |

## Előadás utáni megszólalások
A magyar versenyzők az Eurovíziós Dalfesztivál elődöntőiben és döntőiben rendszerint szóban is reagáltak a produkció végén, röviden köszönetet mondva a közönségnek. Ez jellemzően a „Köszönöm!” magyar nyelvű szóval, az angol „Thank you!” kifejezéssel vagy olykor az adott házigazda ország nyelvén történt. Az alábbi táblázat összegyűjti, hogy az egyes fellépések után milyen formában hangzott el a köszönetnyilvánítás, amennyiben az az élő közvetítés során az hallható volt.
| Év   | Előadó                       | Műsor                        | Nyelv                        | Köszönetnyilvánítás szövege                                                |
| ---- | ---------------------------- | ---------------------------- | ---------------------------- | -------------------------------------------------------------------------- |
| 1994 | Nem volt köszönetnyilvánítás | Nem volt köszönetnyilvánítás | Nem volt köszönetnyilvánítás | Nem volt köszönetnyilvánítás                                               |
| 1995 | Nem volt köszönetnyilvánítás | Nem volt köszönetnyilvánítás | Nem volt köszönetnyilvánítás | Nem volt köszönetnyilvánítás                                               |
| 1997 | Nem volt köszönetnyilvánítás | Nem volt köszönetnyilvánítás | Nem volt köszönetnyilvánítás | Nem volt köszönetnyilvánítás                                               |
| 1998 | Nem volt köszönetnyilvánítás | Nem volt köszönetnyilvánítás | Nem volt köszönetnyilvánítás | Nem volt köszönetnyilvánítás                                               |
| 2005 | Nem volt köszönetnyilvánítás | Nem volt köszönetnyilvánítás | Nem volt köszönetnyilvánítás | Nem volt köszönetnyilvánítás                                               |
| 2007 | Rúzsa Magdi                  | Elődöntő                     | angol, magyar                | Thank you! Köszönöm!                                                       |
| 2007 | Rúzsa Magdi                  | Döntő                        | angol, magyar                | Thank you! Köszönöm szépen!                                                |
| 2008 | Csézy                        | Második elődöntő             | angol, magyar                | Thank you very much! Köszönöm szépen!                                      |
| 2009 | Ádok Zoli                    | Második elődöntő             | angol, orosz, magyar         | Thank you! Спасибо! Köszönöm!                                              |
| 2011 | Wolf Kati                    | Első elődöntő                | magyar, német                | Köszönöm! Danke!                                                           |
| 2011 | Wolf Kati                    | Döntő                        | magyar, német                | Köszönöm! Danke schön!                                                     |
| 2012 | Walkó Csaba                  | Első elődöntő                | angol, azeri, magyar         | Thank you! Çox sağ ol! Köszönjük szépen!                                   |
| 2012 | Walkó Csaba                  | Döntő                        | angol, azeri, magyar         | Thank you! Çox sağ ol! Köszönjük szépen!                                   |
| 2013 | ByeAlex                      | Második elődöntő             | svéd, angol                  | Tack så mycket Malmö! This is for Hungary!                                 |
| 2013 | ByeAlex                      | Döntő                        | svéd, angol                  | Tack så mycket Malmö! This is for Hungary!                                 |
| 2014 | Kállay-Saunders András       | Első elődöntő                | Nem volt köszönetnyilvánítás | Nem volt köszönetnyilvánítás                                               |
| 2014 | Kállay-Saunders András       | Döntő                        | angol                        | Thank you!                                                                 |
| 2015 | Boggie                       | Első elődöntő                | német, magyar, angol         | Danke schön! Köszönjük szépen! Thank you very much!                        |
| 2015 | Boggie                       | Döntő                        | német, magyar                | Danke schön! Köszönjük szépen!                                             |
| 2016 | Freddie                      | Első elődöntő                | svéd, angol                  | Tack så mycket Sverige! Thank you very much!                               |
| 2016 | Freddie                      | Döntő                        | angol, svéd, magyar          | How are you? Thank you very much! Tack så mycket! Magyarország, szeretünk! |
| 2017 | Pápai Joci                   | Második elődöntő             | angol                        | I love you! Thank you!                                                     |
| 2017 | Pápai Joci                   | Döntő                        | angol, magyar                | Thank you! I love you! Köszönjük!                                          |
| 2018 | Nem volt köszönetnyilvánítás | Nem volt köszönetnyilvánítás | Nem volt köszönetnyilvánítás | Nem volt köszönetnyilvánítás                                               |
| 2019 | Pápai Joci                   | Első elődöntő                | angol                        | Thank you so much!                                                         |

## Egyéb díjak

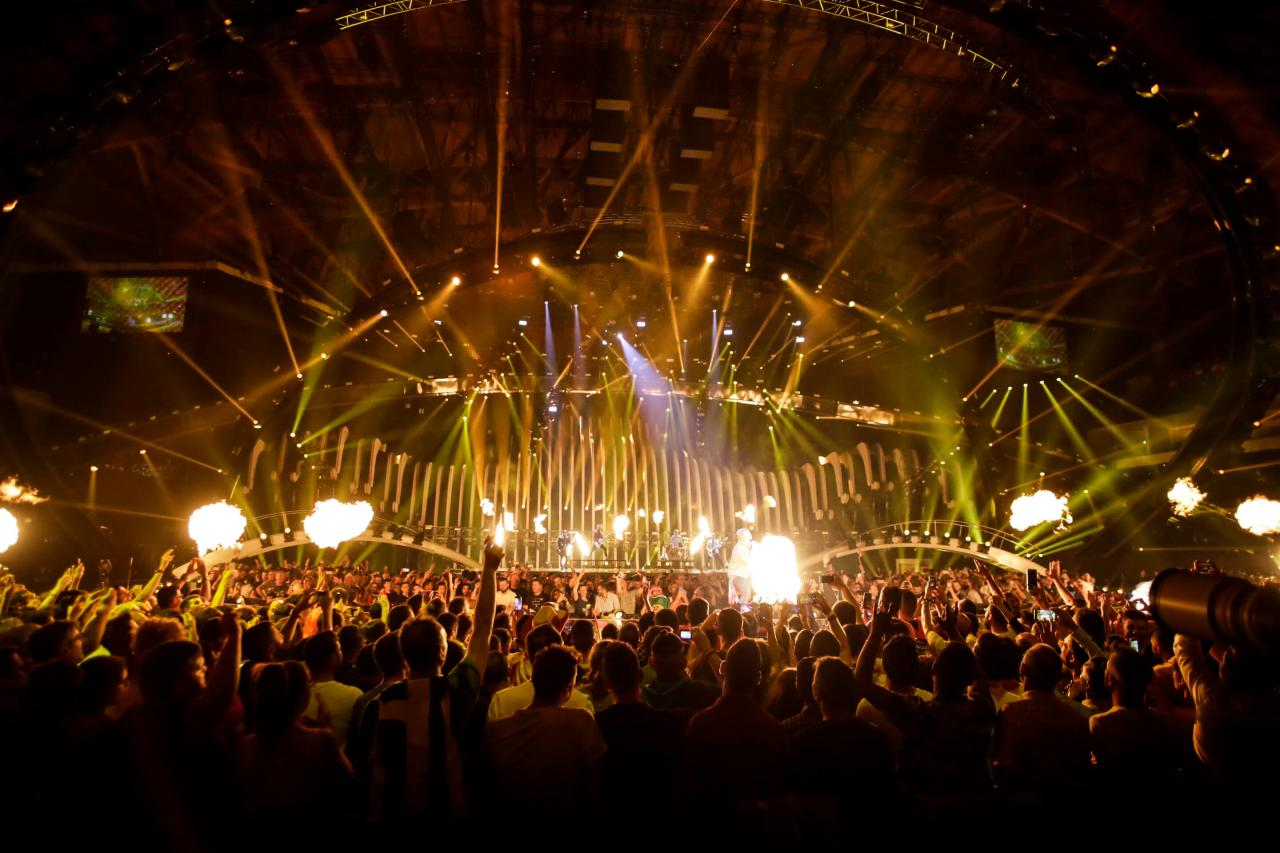
A 2018-as Eurovíziós Dalfesztivál színpada a magyar produkció közben

2007-ben a Eurovíziós Dalfesztivál megalkotójáról elnevezett Marcel Bezençon-díj Zeneszerzői Díj kategóriájában nyert Rúzsa Magdi az Unsubstantial Blues című dallal, emellett az ESC Radio-nál ő lett A legjobb női előadó is, valamint a második helyen végzett A legjobb dal kategóriában.
2009-ben a Barbara Dex-díj elnevezésű rajongói díjat szavazták meg a dalfesztivál nézői Ádok Zolinak, aki a voksolók szerint a legcsúnyább ruházatú énekes volt a moszkvai versenyen.
2011-ben a dalfesztivált megelőző időszakban megrendezett hivatalos rajongói szavazáson Wolf Kati dalát, a What About My Dreams?-t választották a legjobbnak.
2014-ben a magyar versenyző, Kállay-Saunders András A legjobb férfi előadó és A legjobb dal címet is elnyerte az ESC Radio szavazásán.
Az Eurovíziós Dalfesztiválon dolgozó újságírók 2016-ban Stockholmban alapították meg a színpadi látványt elismerő Buzz Awardot, amelyet 2017-ben Kijevben adtak át először. 2018-ban a hat kategória közül a legjobb speciális effektekért járó díjat a magyar AWS együttesnek ítélte oda az a több mint ezer helyszínen dolgozó újságíró, aki leadta szavazatát.